# Guerre du Pacifique
Pour un article plus général, voir Seconde Guerre mondiale.
Cet article concerne la guerre menée par le Japon à partir de 1941 en Extrême-Orient. Pour les autres significations, voir Guerre du Pacifique (homonymie).
Seconde Guerre mondiale
Batailles
Batailles et opérations de la guerre du Pacifique

Japon :
- Raid de Doolittle
- Bombardements stratégiques sur le Japon (Tokyo
- Yokosuka
- Kure
- Hiroshima et Nagasaki)
- Raids aériens japonais des îles Mariannes
- Campagne des archipels Ogasawara et Ryūkyū
- Opération Famine
- Bombardements navals alliés sur le Japon
- Baie de Sagami
- Invasion de Sakhaline
- Invasion des îles Kouriles
- Opération Downfall
- Reddition du Japon

Pacifique central :
- Pearl Harbor
- Guam (1941)
- Wake
- Raid sur les îles Gilbert et Marshall
- Opération K
- Midway
- Opération RY
- Campagne des îles Gilbert et Marshall
- Campagne des îles Mariannes et Palaos
- Campagne des archipels Ogasawara et Ryūkyū
- Opération Inmate

Pacifique du sud-ouest :
- Nauru
- Invasion des Philippines (1941-42)
- Invasion des Indes orientales néerlandaises
- Opérations de l'Axe dans les eaux australiennes
- Raids aériens japonais sur l'Australie (1942-43)
- Opération Ke
- Campagne des îles Salomon
- Campagne de Nouvelle-Guinée
- Campagne des Philippines
- Campagne de Bornéo (1945)

Asie du sud-est :
- Invasion de l'Indochine (1940)
- Océan Indien (1940-45)
- Guerre franco-thaïlandaise
- Invasion de la Thaïlande
- Campagne de Malaisie
- Hong Kong
- Singapour
- Campagne de Birmanie
- Opération Kita
- Indochine (1945)
- Détroit de Malacca
- Opération Jurist
- Opération Tiderace
- Opération Zipper
- Bombardements stratégiques (1944-45)

Guerre sino-japonaise
Front d'Europe de l’Ouest
Front d'Europe de l’Est
Bataille de l'Atlantique
Campagnes d'Afrique, du Moyen-Orient et de Méditerranée
Théâtre américain
La guerre du Pacifique comprend les campagnes menées à partir de 1941 dans la zone Asie-Pacifique, dans le cadre de l'affrontement entre les Alliés et l'empire du Japon. La politique expansionniste du Japon visait l'ensemble de la région. Cette guerre englobe l'ensemble des opérations militaires menées sur les fronts est-asiatique et océanien de la Seconde Guerre mondiale (théâtres du Pacifique central, du Pacifique Sud-Ouest, d'Asie du Sud-Est, de la seconde guerre sino-japonaise et de la guerre soviéto-japonaise).
Le terme de guerre du Pacifique est généralement employé en Occident pour désigner cet ensemble de conflits, bien que tous les pays concernés n'aient pas été bordés par l'océan Pacifique et que les combats ne se soient pas limités aux opérations navales. Du point de vue de l'empire du Japon, cette extension de la guerre sino-japonaise fut officiellement appelée guerre de la Grande Asie orientale (大東亜戦争, Dai tōa sensō). Après la guerre, le terme de guerre de Quinze Ans (十五年戦争, Jūgonen Sensō) est entré en usage au Japon, faisant remonter le conflit à l'invasion japonaise de la Mandchourie en 1931.
L'extension du conflit à partir de sa base continentale en Chine et en Indochine débute en décembre 1941, à partir de l'entrée en guerre officielle de l'empire du Japon contre les États-Unis, le Royaume-Uni, les Pays-Bas et l'Australie. Les Japonais connaissent des succès fulgurants au début du conflit et s'emparent de vastes territoires mais sont lentement repoussés par la supériorité industrielle américaine. Le théâtre asiatique de la Seconde Guerre mondiale se distingue du théâtre européen par le rôle capital joué par les marines de guerre dans le dénouement du conflit. En revanche, les crimes de guerre du Japon Shōwa n'ont rien à envier à ceux de l'Allemagne. Ce conflit eut d'importantes conséquences en affaiblissant les puissances coloniales européennes qui connaîtront toutes la phase de décolonisation après la guerre. La guerre se termine avec la capitulation sans conditions du Japon le 2 septembre 1945.

## Prélude

### Rivalité entre le Japon et la Chine
Les racines de la seconde guerre sino-japonaise remontent à la fin du XIXe siècle avec une Chine en plein chaos politique et un Japon déjà tenté par une politique d'annexions et de lutte contre l'empire russe, aidé en cela par une modernisation rapide de ses capacités militaires. Ce dernier s'empare de Taïwan en 1895 puis de la Corée en 1910 tout en étendant son influence économique en Chine et plus particulièrement en Mandchourie. Dans le même temps, la Chine se fragmente en factions autonomes du fait de la faiblesse du gouvernement central. Cette situation favorise l'expansion japonaise. Cependant, le généralissime Tchang Kaï-chek et son Kuomintang parviennent à rassembler tant bien que mal les différents gouvernements locaux. Ce renforcement inquiète les Japonais qui organisent l'incident de Mukden en 1931 pour justifier l'invasion de la Mandchourie et la mise en place d'un gouvernement fantoche, le Mandchoukuo dirigé par Puyi, le dernier empereur de la dynastie Qing. Les agressions japonaises provoquèrent la colère des membres de la Société des Nations que le Japon quitta en 1933.
À partir de ce moment, l'influence du Parti communiste chinois augmente fortement et celui-ci s'empare de vastes territoires dans le Sud-Est du pays. Considérant qu'il représente une plus grande menace que les Japonais, Tchang Kaï-chek lance une série d'offensives pour le déloger. Profitant du chaos grandissant, les Japonais interviennent à Shanghai en 1932.
Au Japon, les répercussions de la Grande Dépression et une série de coups d'État entraînent la chute du gouvernement civil et la perte d'influence des « libéraux » tel le prince Saionji Kinmochi au profit des militaires. Cependant, le haut-commandement n'exerce qu'un contrôle limité sur les différents corps d'armées qui agissent parfois en fonction de leurs propres objectifs aux dépens de l'intérêt national comme le fera plus tard l'Armée du Guandong. L'empereur Hirohito jouit d'un statut quasi divin mais intervient peu dans les affaires militaires et se contente de donner les grandes lignes de la politique japonaise.

### La Seconde Guerre sino-japonaise
En 1936, l'ancien seigneur de guerre Zhang Xueliang sequestre Tchang Kaï-chek pour le forcer à négocier avec les communistes en vue de former un front uni contre les Japonais. Peu après, le 7 juillet 1937, l'incident du pont Marco-Polo sert de prétexte à l'attaque de la Chine par l'empire du Japon. Les nationalistes et les communistes se regroupent au sein du deuxième front uni chinois mais continuent d'agir séparément et ce rassemblement ne met pas fin aux escarmouches entre les deux camps. Les Japonais progressent rapidement mais s'aliènent les opinions publiques occidentales principalement après le massacre de Nankin et l'incident du Panay. Cependant, l'immensité du territoire, le manque de ressource, la violence de l'occupant qui empêche l'implantation de gouvernements locaux et l'exploitation des ressources font que la progression japonaise s'arrête à partir de 1938 et la bataille de Wuhan.
En 1939, les forces japonaises testent les défenses soviétiques dans l'Extrême-Orient russe à partir de la Mandchourie mais sont vigoureusement repoussées lors de la bataille de Halhin Gol par les unités soviétiques et mongoles menées par Gueorgui Joukov. Cela dissuade le Japon de poursuivre son expansion vers le nord, et le pousse à repousser plutôt les limites de l'Empire vers les îles du Pacifique et l'Asie du Sud-Est. Une paix instable s'instaura entre les deux pays jusqu'en 1945.
En septembre 1940, le Japon profite de la défaite de la France en Europe pour envahir l'Indochine française. L'administration coloniale française, fidèle au gouvernement de Vichy, accepte, après quelques combats, de laisser transiter par l'Indochine les troupes japonaises qui lui laissent en échange la maîtrise du territoire jusqu'au coup de force du 9 mars 1945.
Le mois suivant, la Thaïlande attaque à son tour les possessions françaises en Indochine, et déclenche une guerre franco-thaïlandaise dans laquelle le Japon se pose alors en médiateur pour obtenir un cessez-le-feu, afin de ménager ses relations avec la Thaïlande et obtenir une alliance militaire avec ce pays. Le 27 septembre, le Japon entre dans le pacte tripartite, l'acte fondateur de l'Axe Rome-Berlin-Tokyo.
En 1941, le conflit en Chine est complètement bloqué. Bien que le Japon contrôle une grande partie du Nord et du Centre de la Chine, le Kuomintang s'est retiré vers l'intérieur du territoire et a implanté sa capitale provisoire à Chongqing. Cependant, le contrôle japonais reste limité aux grandes villes et aux principales voies de transport. Ce qui permet l'intensification de la guerre de guérilla menée par les communistes. Pour s'assurer le contrôle du territoire, le Japon met en place plusieurs gouvernements de collaboration mais la violente politique d'occupation japonaise décrédibilise ces administrations considérées par la population comme des outils de propagande et rend leur autorité très limitée.

### Tensions entre le Japon et les puissances occidentales
La dégradation des relations avec les puissances occidentales, plus particulièrement les États-Unis, s'est poursuivie tout au long des années 1930. En 1941, la Chine reçoit le soutien américain par l'intermédiaire de la loi Prêt-Bail. Le 26 juillet 1941, les États-Unis et les Pays-Bas imposent un embargo total sur le pétrole et l'acier à destination du Japon. Ils entendent ainsi stopper les actions expansionnistes du Japon. Le gouvernement et les nationalistes japonais considèrent cette décision comme une agression car le pays importe 80 % de son pétrole, sans lequel il lui est impossible de faire la guerre.
Devant choisir entre abandonner les territoires chinois, durement acquis, et s'emparer des ressources qui lui manquent par la force, le quartier général impérial choisit la guerre, malgré certaines voix au Japon doutant que l'Empire ait la capacité de battre la puissance américaine à moyen terme. C'est le cas notamment de l'amiral Isoroku Yamamoto, qui connaît bien les États-Unis où il a vécu, et qui appelle à la prudence. Tout en sachant que le rapport de force en matière de capacité industrielle leur est défavorable, la caste dirigeante politico-militaire choisit la fuite en avant vers l'agression.
L'objectif principal des Japonais est constitué par les colonies des Pays-Bas et celles du Royaume-Uni en Asie du Sud-Est, riches en pétrole, en minerai et en caoutchouc. Néanmoins, les proches relations de ces deux pays avec les États-Unis, et la certitude que ces derniers ne laisseront pas le Japon dominer l'Asie imposent de neutraliser sa flotte de guerre,. On peut donc distinguer deux directions d'expansion :
Une offensive vers l'est avec :
- la destruction de la flotte américaine du Pacifique basée à Pearl Harbor, dans l'île d'Oahu à Hawaï, par une attaque aéronavale lancée depuis les porte-avions de la Marine impériale japonaise,
- puis après cette attaque :
  - la conquête des Philippines (alors sous protectorat américain),
  - la prise des avant-postes américains de Guam et de Wake.

Une offensive vers le sud avec :
- la conquête de la Malaisie et de Singapour, et par ailleurs de Hong Kong,
- puis des attaques en direction de :
  - l'archipel Bismarck, pour isoler l'Australie et la Nouvelle-Zélande,
  - Java, Sumatra et Bornéo,
  - la Birmanie, pour couper la route de ravitaillement de la Chine.

Une fois ces conquêtes achevées, la stratégie deviendra défensive, et le Japon espère pouvoir s'implanter solidement dans ces nouveaux territoires, en attendant victorieusement la paix.
En novembre 1941, les plans d'attaque sont pratiquement achevés. Cependant, les négociations avec les États-Unis ne sont pas suspendues, et le quartier général japonais considère que si un accord acceptable est trouvé, les attaques seront annulées même si l'ordre en avait déjà été donné.
L'Allemagne, qui souhaitait que le Japon dirige ses forces contre l'URSS plutôt que contre les États-Unis, n'est pas parvenue à convaincre son allié. Des opérations en Asie au moyen de sous-marins ou de croiseurs auxiliaires des membres européens de l'Axe, le Troisième Reich et l'Italie fasciste, restèrent marginales. On peut par exemple citer les attaques allemandes sur Nauru, ou la bataille entre le croiseur léger australien Sydney et le croiseur auxiliaire allemand Kormoran.

## Opérations militaires

### 1941-1942

Carte de l'avancée japonaise dans le Pacifique de 1937 à 1942.

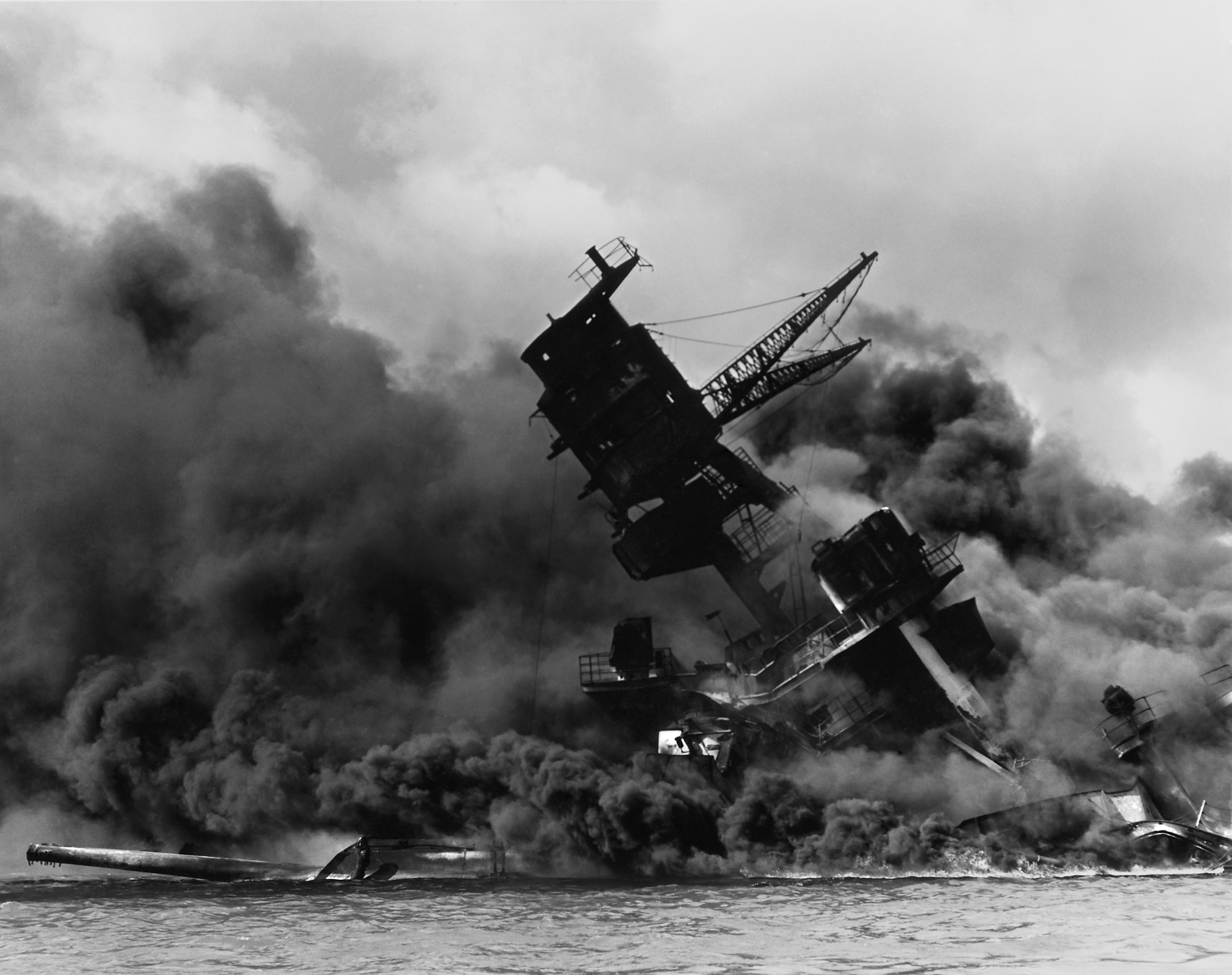
L' brûla durant deux jours après avoir été touché par une bombe japonaise lors de l'attaque de Pearl Harbor.

Au matin du 7 décembre 1941, les Japonais débarquent en Malaisie, en Thaïlande. Simultanément (à une heure près), le Japon lance une attaque surprise sur la principale base navale américaine dans le Pacifique située à Pearl Harbor dans l'archipel d'Hawaii. L'opération est menée par six porte-avions japonais et met hors de combat huit cuirassés. Malgré ce succès, la victoire japonaise est à relativiser, car ni les porte-avions américains, aucun n'était présent, ni les infrastructures maritimes, réservoirs de carburant et installations portuaires, ne sont endommagés. De plus, six cuirassés seront renfloués et renvoyés au combat avant la fin de la guerre. Mais, sur le moment, le rapport des forces est clairement en faveur du Japon, qui peut mener ses opérations aéronavales en Asie du Sud-Est sans craindre une intervention américaine.
Au moment de l'attaque, les États-Unis n'étaient officiellement en guerre avec aucun pays dans le monde. Les membres du comité America First manifestaient avec véhémence pour garder l'Amérique à l'écart du conflit européen. Malgré cela, le président Roosevelt usait de son influence pour faire passer des lois visant à s'opposer à l'expansion de l'Allemagne comme la loi Prêt-Bail. L'attaque japonaise mit fin à toute opposition à la guerre. Le 8 décembre, les États-Unis déclarent la guerre au Japon, bientôt suivis par le Royaume-Uni, les Pays-Bas et l'Australie. Le 11 décembre 1941, l'Allemagne nazie et l'Italie fasciste déclarent la guerre aux États-Unis.
Dans les jours qui suivent l'attaque de Pearl Harbor, le Japon attaque dans toutes les directions. Hong Kong tombe en moins de 17 jours, et la bataille se déplace aux Philippines. Dans le même temps, les îles américaines de Guam et de Wake sont bombardées et prises.
| Forces navales des protagonistes début 1942 dans le Pacifique (mai 1941 pour le Royaume-Uni et les Pays-Bas) |                            |         |            |                            |
| Équipement principaux                                                                                        | Marine impériale japonaise | US Navy | Royal Navy | Marine royale néerlandaise |
| Navires de ligne                                                                                             | 11                         | 3       | 1          |                            |
| Porte-avions                                                                                                 | 11                         | 4       | 1          |                            |
| Croiseurs | 40                         | 20      | 17         | 3                          |
| Destroyers                                                                                                   | 125                        | 80      | 6          | 7                          |
| Sous-marins                                                                                                  | 75                         | 55      |            | 15                         |

Les Occidentaux sont incapables de résister à la poussée japonaise. Les Britanniques disposent d'importantes forces à Singapour et en Malaisie, mais les meilleures unités ont été envoyées en Europe ou en Afrique du Nord. En Malaisie, les Japonais progressent rapidement dans des zones jugées infranchissables par les Britanniques et ceux-ci doivent se replier à Singapour. Le HMS Repulse et le fleuron de la Royal Navy, le HMS Prince of Wales, sont coulés en moins de deux heures par les avions japonais le 10 décembre, ce qui laisse Singapour sans cuirassés pour la protéger. La ville est assiégée à la fin du mois de janvier 1942 et doit se rendre le 15 février : 80 000 soldats sont faits prisonniers.

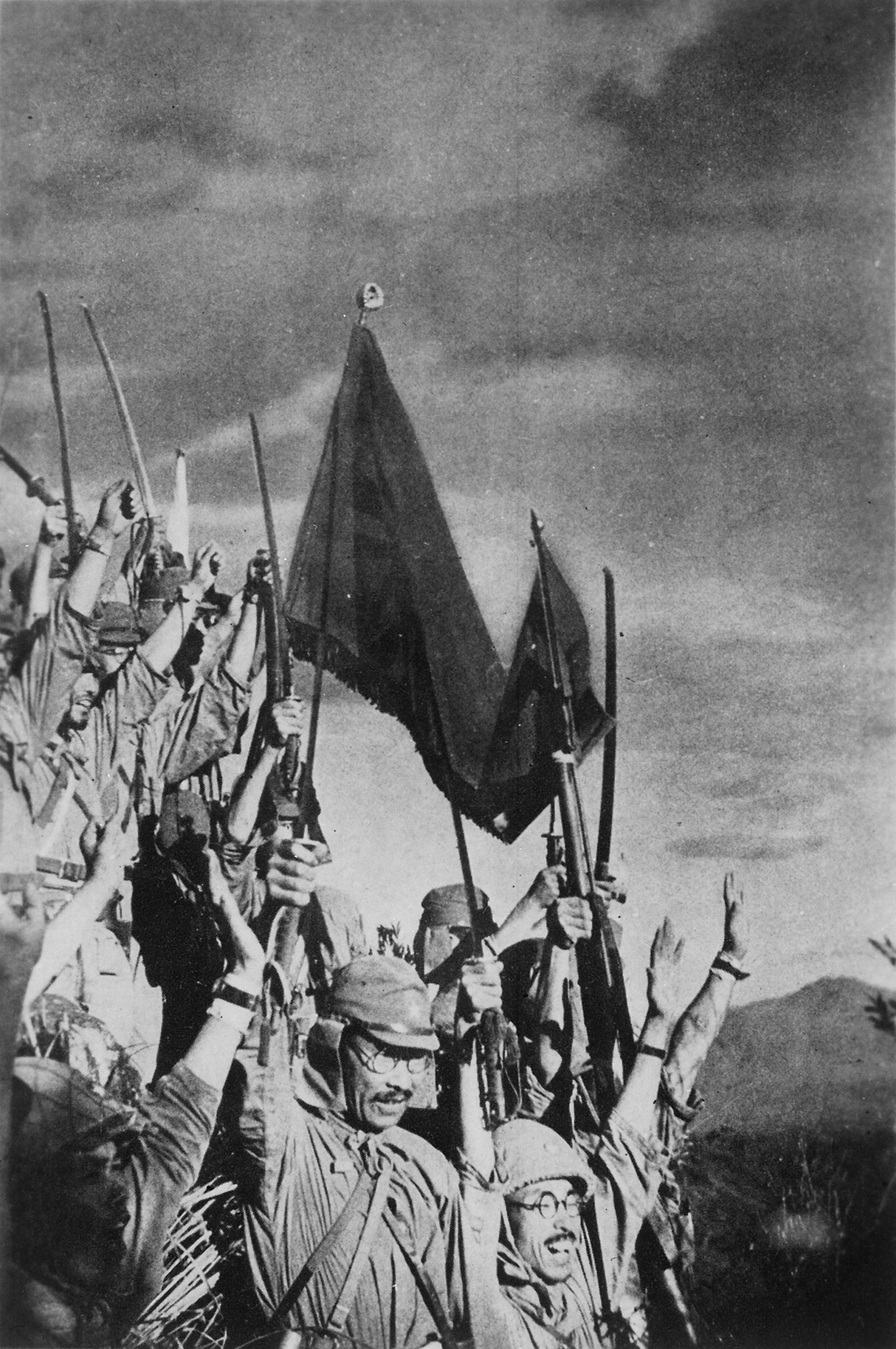
Soldats japonais fêtant leur victoire à Bataan dans les Philippines en avril 1942.

À la suite de la Déclaration des Nations unies (première utilisation officielle du terme de Nations unies) du 1er janvier 1942, les Alliés forment l'ABDA ou American-British-Dutch-Australian Command qui devient le commandement suprême des forces alliées en Asie du Sud-Est. Sa direction est confiée au Britannique Archibald Wavell. La force ainsi créée est importante mais les unités sont dispersées, depuis la Birmanie jusqu'au nord de l'Australie, en passant par les Philippines. Elle ne parvient pas à ralentir la progression fulgurante des forces japonaises, qui attaquent Bornéo et ses riches champs pétrolifères, puis Sumatra et Java et leurs vastes ressources naturelles. Dans une tentative désespérée pour enrayer l'invasion de Java, l'ABDA subit une cuisante défaite lors de la bataille de la mer de Java à la fin de février 1942. À la suite de ce désastre, l'ABDA cesse d'exister. Profitant de la disparition de l'aviation alliée, le Japon lance une série de bombardements moralement dévastateurs (mais militairement insignifiants) sur le Nord de l'Australie. De plus, les Japonais ont entamé l'invasion des îles Salomon, en vue d'isoler l'Australie des États-Unis. Fin mars, les Indes orientales néerlandaises sont tombées aux mains des Japonais.
Les premiers débarquements aux Philippines, alors sous protection américaine, ont lieu dès le 8 décembre. Manille tombe le 2 janvier, et les 120 000 soldats philippins et américains se retranchent dans les fortifications de Corregidor et de Bataan. Sur ordre du président Roosevelt, le général Douglas MacArthur quitte Corregidor en direction de l'Australie pour y prendre le contrôle des forces alliées dans la zone. Les derniers défenseurs américains se rendent en mai.
Les assauts japonais en Birmanie forcent les Britanniques à abandonner Rangoun et à se replier jusqu'à la frontière avec l'Inde. Cette avancée japonaise prive Tchang Kaï-chek du ravitaillement allié transitant par la route de Birmanie. En mars et en avril, une puissante flotte japonaise pénètre dans l'océan Indien et lance avec succès une série de raids aériens sur l'île de Ceylan. La flotte britannique envoyée pour l'intercepter ne parvient pas à prendre l'avantage et de nombreux navires sont coulés dont trois croiseurs et le porte-avions HMS Hermes. Néanmoins, le débarquement craint par les Britanniques ne se réalise pas et les Japonais ne rééditeront pas l'opération.
Au printemps 1942, le Japon a atteint la plus grande partie de ses objectifs initiaux. Il s'est emparé de territoires immenses et de richesses considérables, au prix de pertes assez légères. Le moral des Alliés est au plus bas, du fait des défaites successives et des importantes pertes. Le haut-commandement japonais s'attend donc à pouvoir entamer des négociations de paix. Cependant, la résistance des Australiens et des Néerlandais au Timor, et surtout l'audacieux raid de Doolittle qui, le 18 avril, parvient à larguer quelques bombes sur le Japon, montrent que les Alliés ne sont pas décidés à se rendre. Le raid de Doolittle, bien qu'insignifiant du point de vue militaire, montre que le Japon n'est pas à l'abri. Jusqu'alors, les stratèges japonais hésitaient entre attaquer l'Australie au sud ou en direction d'Hawaï vers l'est. Le raid convainc les Japonais d'étendre leur zone de contrôle vers l'est.

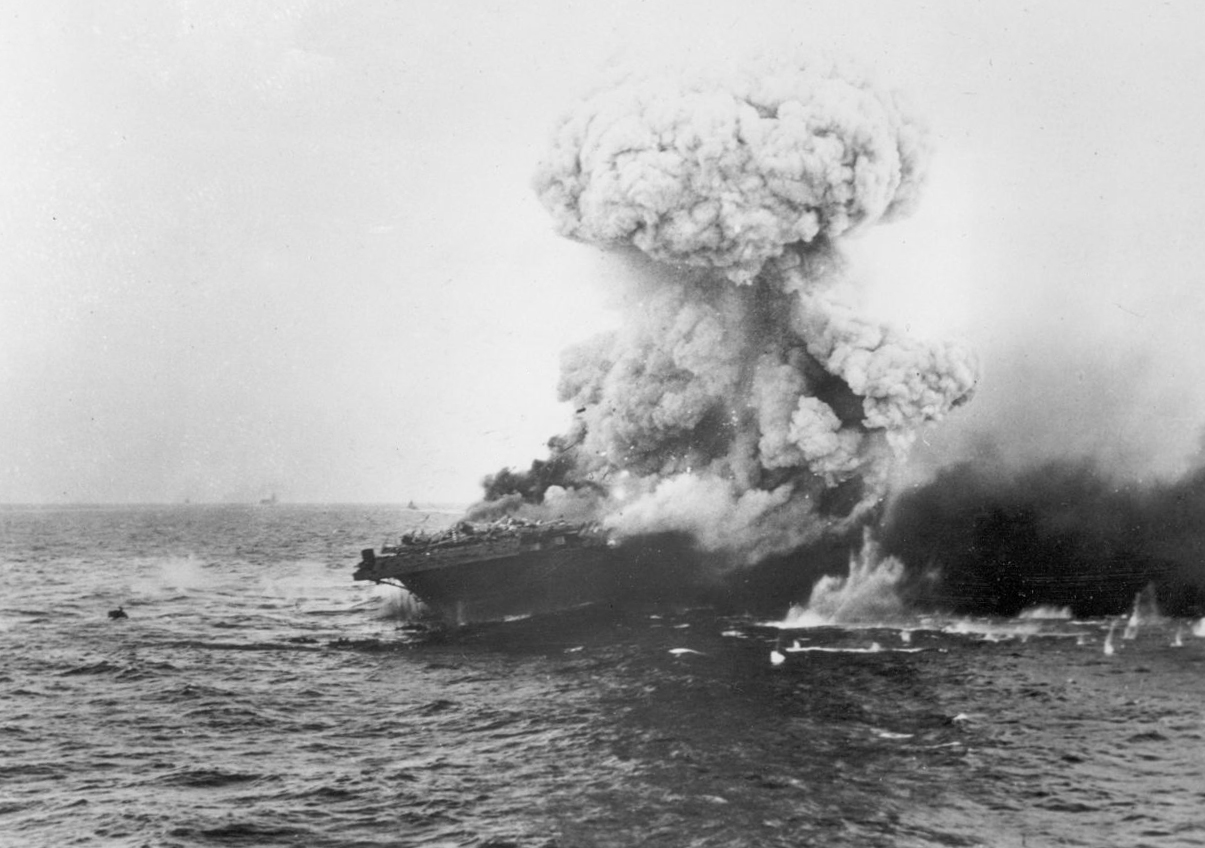
Explosion sur le Lexington lors de la bataille de la mer de Corail.

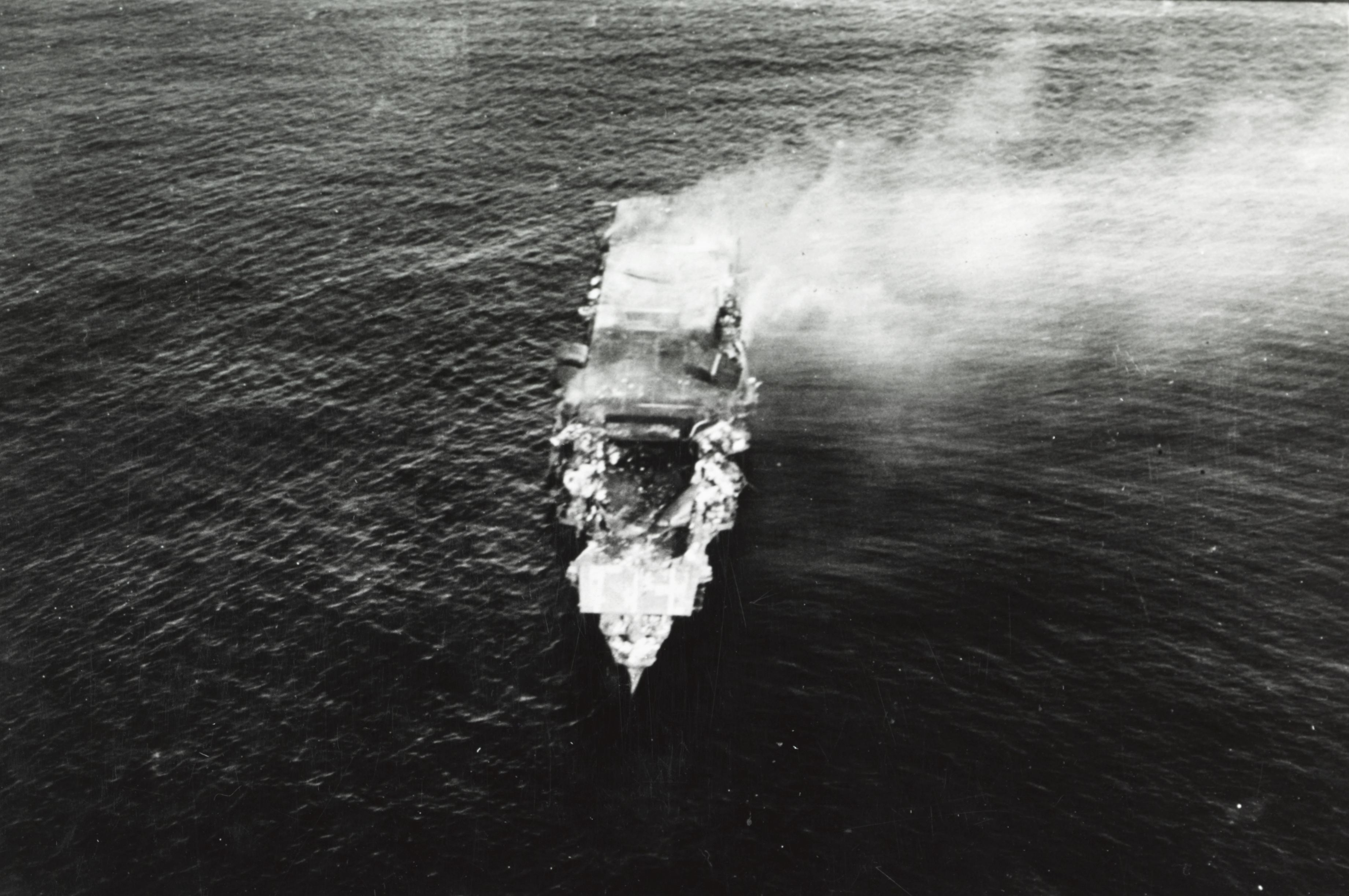
Le Hiryu peu avant son naufrage, le 5 juin 1942.

Pour étendre cette zone, les Japonais continuent alors leurs opérations vers le sud. Depuis l'île de Rabaul, conquise dès janvier, ils planifient l'attaque de Port Moresby en Nouvelle-Guinée et des Îles Salomon, pour en faire des bases d'opérations avancée en vue d'isoler l'Australie des États-Unis. Cependant, les cryptanalystes américains sont parvenus à déchifrer les codes secrets japonais et une flotte de combat est formée, menée par deux porte-avions, le Lexington et le Yorktown, sous le commandement de l'amiral Frank J. Fletcher. En face, les Japonais alignent deux porte-avions lourds le Zuikaku, le Shōkaku, ainsi que le porte-avions léger Shōhō, sous le commandement de l'amiral Takeo Takagi.
La bataille de la mer de Corail qui s'ensuit est la première bataille navale où les deux flottes ne se sont jamais aperçues et où seuls les avions furent utilisés pour attaquer les forces adverses. Les Américains perdent le Lexington, et le Yorktown est gravement endommagé, tandis que les Japonais déplorent la perte du Shōhō, le Shōkaku est sérieusement endommagé et le Zuikaku a perdu presque tous ses avions et pilotes. Les pertes sont quasiment équivalentes et les deux camps revendiquent la victoire, tactique pour les Japonais mais surtout stratégique pour les Américains par la fin de la progression japonaise dans le Pacifique Sud et le repli sur Rabaul de la force d'invasion de Port Moresby.
En outre, le Yorktown sera rapidement réparé et pourra participer à la bataille de Midway tandis que les deux groupes aéronavals japonais ne seront pas reconstitués à temps. Cependant, les Japonais disposent de huit porte-avions contre seulement trois pour les Américains, et leurs équipages et pilotes sont bien plus expérimentés.
Pour anéantir la flotte américaine et en particulier ses porte-avions, l'amiral Isoroku Yamamoto planifie une opération contre l'atoll de Midway. Une attaque de diversion sera menée en direction des îles Aléoutiennes, tandis que le gros de la flotte et quatre porte-avions lourds l'Akagi, le Soryu, le Kaga et le Hiryu approcheront de Midway en vue d'y organiser un débarquement. L'île devra abriter ensuite une importante base aérienne, offrant au Japon le contrôle du Pacifique central. Mais, cette fois encore, les messages secrets japonais sont décodés, et l'amiral Chester Nimitz rassemble ses trois derniers porte-avions l'Enterprise, le Hornet et le Yorktown et les place en embuscade de la flotte japonaise.
Comme prévu, la flotte japonaise arrive à proximité de Midway au matin du 4 juin. L'amiral Chūichi Nagumo ordonne le bombardement aérien de l'île. L'aviation de chasse américaine présente sur l'île est détruite en tentant l'interception tandis que la flotte japonaise n'est pas touchée. En revanche, la flotte américaine est finalement repérée par un des avions de reconnaissance japonais, ce qui surprend Nagumo qui hésite sur la marche à suivre. Quant aux attaques lancées des porte-avions américains, les premiers assauts mal coordonnés sont facilement repoussés par la flotte nippone, causant une véritable hécatombe des avions torpilleurs américains. Finalement, trois escadrilles de bombardiers en piqué Dauntless surprennent les Japonais au pire moment du réapprovisionnement des avions en bombes et en essence, en quelques minutes, l'Akagi, le Soryu et le Kaga sont mortellement touchés. Plus tard, les appareils de l'Hiryu frappent sérieusement et immobilisent le Yorktown qui sera ensuite coulé, avec le destroyer USS Hammann, par le sous-marin japonais I-168. Dans la soirée, le quatrième porte-avions japonais est détruit à son tour et coulera le lendemain. La flotte japonaise est anéantie, les avions et surtout les pilotes sont perdus, et contrairement aux États-Unis, le Japon est incapable de les remplacer. La bataille de Midway est le tournant de la guerre dans le Pacifique, car elle arrête définitivement l'expansion japonaise.

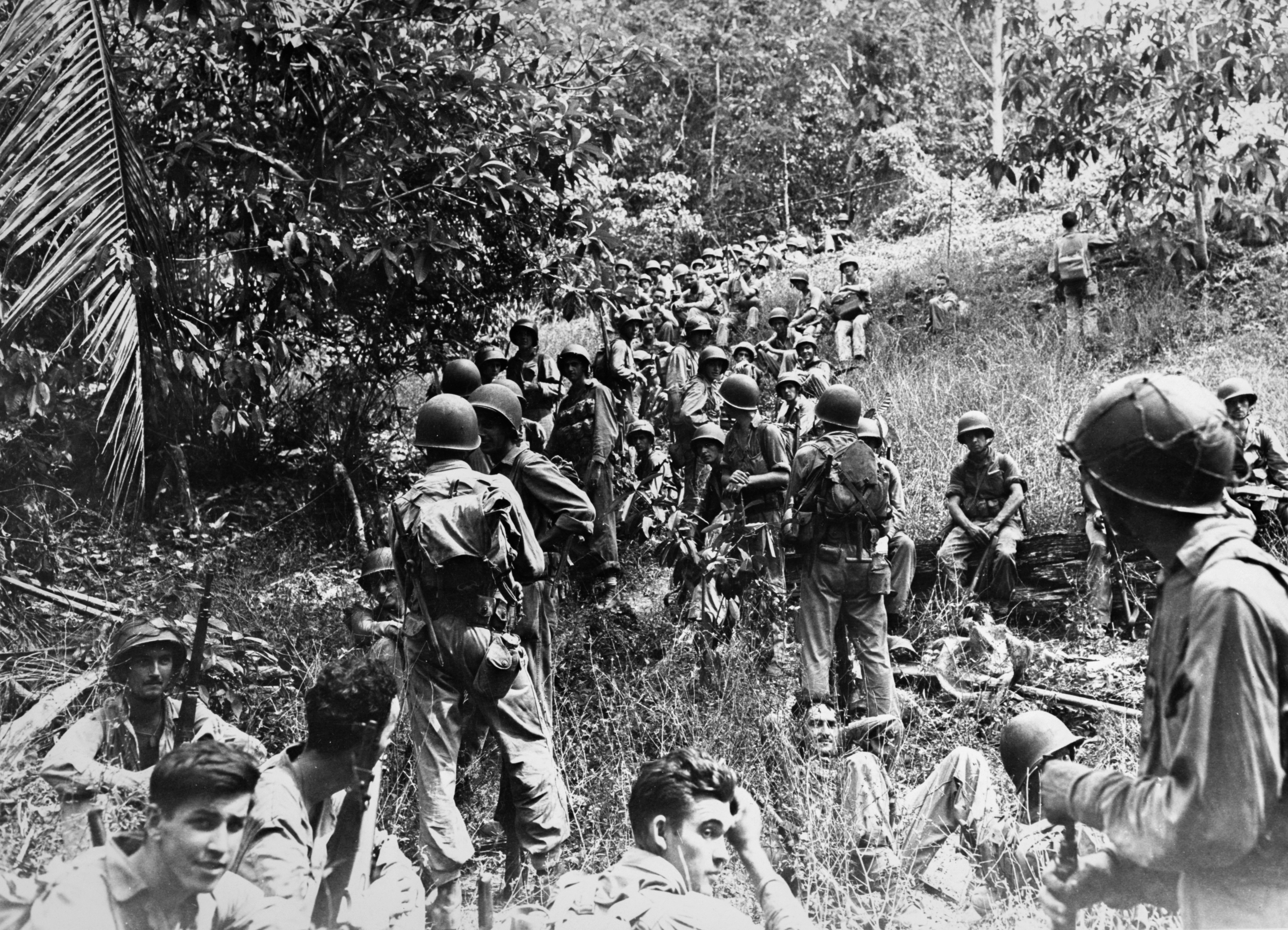
Marines américains au repos lors de la bataille de Guadalcanal, novembre 1942.

Le triomphe de Midway modifie considérablement la stratégie américaine. La priorité étant donnée au théâtre d'opération européen, la tactique américaine dans le Pacifique était de contenir le Japon. Ainsi, aucune offensive n'était prévue avant 1943. Plutôt que d'attaquer Rabaul, très bien défendue, les Américains décident de reprendre les îles Salomon. Le 7 août, ils débarquent sur l'île de Guadalcanal, mais la flotte américaine est mise en pièces à la bataille de l'île de Savo. Une véritable guerre d'usure commence alors, lorsque les Japonais décident d'envoyer des renforts sur l'île. La bataille sur terre se déroule dans des conditions épouvantables, au cœur d'une jungle épaisse. Sur mer, la confrontation est tout aussi violente, les batailles des Salomon orientales et des îles Santa-Cruz entrainent de lourdes pertes dans les deux camps. Les Japonais défendent l'île avec acharnement mais leur logistique est incapable de les soutenir, et ils doivent évacuer l'île en janvier 1943. C'est durant cette bataille qu'apparaît le Tokyo Express, surnom donné par les Américains aux destroyers japonais qui ravitaillaient les unités japonaises durant la nuit.
Dans le même temps, les Japonais, qui n'avaient pas réussi à débarquer à Port Moresby tentent de prendre la ville en traversant l'île le long de la piste Kokoda. La piste serpente dans des territoires presque inexplorés, dans un climat et un relief extrêmes. L'offensive japonaise progresse difficilement au cours de l'été, puis se révèle incapable d'atteindre la côte, les Australiens leur ayant opposé une farouche résistance.

### 1943

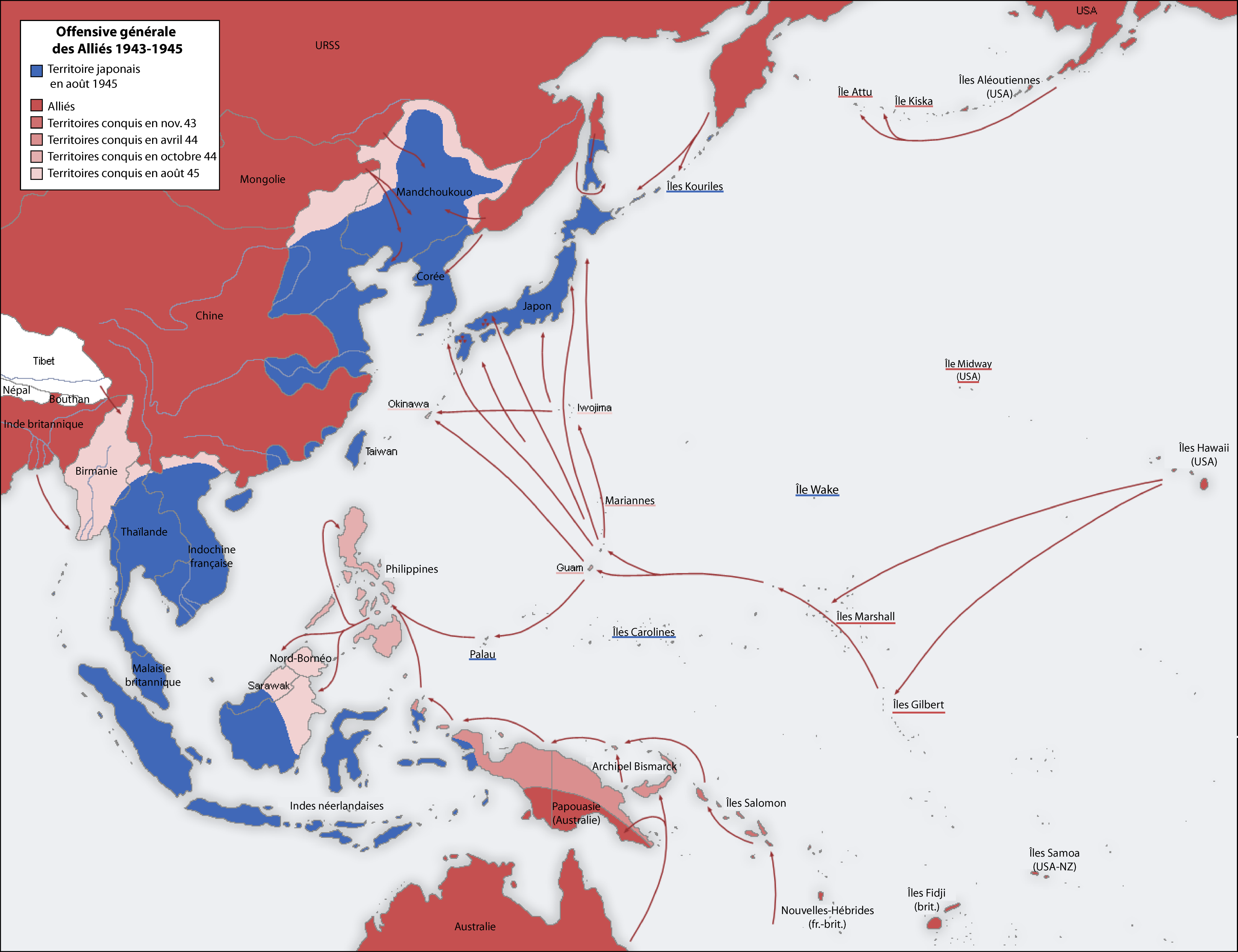
Évolution de 1943 à 1945.

Au début de l'année 1943, le Japon, bien que sérieusement ébranlé, dispose encore d'un vaste empire et les matières premières nécessaires pour poursuivre les combats. Cependant, sa logistique maritime s'affaiblit et ses faiblesses structurelles deviennent de plus en plus patentes. 
L'industrie japonaise est incapable de remplacer les porte-avions perdus et les disparitions des pilotes chevronnés ne peuvent être compensées. Les cuirassés sont également devenus obsolètes par les nouvelles tactiques aéronavales qui privilégient désormais le combat à distance. 
La Marine impériale n'a donc d'autre choix que de supprimer le projet de super-cuirassés de la classe A-150 ou de convertir en porte-avions des coques de cuirassés en construction comme le troisième exemplaire de la classe Yamato ; en outre, certains navires existants vont être modifiés en « cuirassés hybrides » par la suppression de la plage arrière afin d'accueillir des avions. 
Quant à l'industrie américaine, elle tourne à plein régime, même si elle doit approvisionner deux théâtres d'opérations, elle fournit la classe de porte-avions Essex, bien supérieure à ce que peuvent réaliser les Japonais. De même, les nouveaux chasseurs américains, comme le Hellcat pour la marine ou le P-38 pour l'armée de l'air, utilisés avec des tactiques plus pragmatiques de combat aérien, vont balayer l'aviation japonaise composée d'appareils tel le Zéro, désormais déclassés.
Le 18 avril 1943, un an exactement après le raid de Doolittle sur le Japon, le commandant en chef de la flotte japonaise, l'amiral Isoroku Yamamoto, est tué lorsque son appareil est abattu par des chasseurs américains au-dessus de l'île de Bougainville dans l'archipel des Salomon. Le Japon perd ainsi un de ses meilleurs officiers supérieurs.
Pour dégager définitivement l'Australie de la menace japonaise, l'amiral Nimitz planifie l'opération Cartwheel dont l'objectif est la reconquête des îles Salomon, pour isoler la puissante base de Rabaul. La progression américaine est très lente du fait d'une résistance fanatique des Japonais qui défendent chaque île jusqu'au dernier homme, de la rudesse du climat et du relief et de l'étirement des lignes de communication et de ravitaillement. L'île de Nouvelle-Géorgie tombe le 25 août 1943, mais les combats sur Bougainville dureront jusqu'à la capitulation japonaise. Néanmoins, Rabaul est isolée, sa garnison de 100 000 hommes y restera jusqu'à la fin de la guerre, les Américains n'ayant aucune intention de prendre la base devenue inoffensive tout en empêchant les convois japonais de la ravitailler. Dans le même temps, les îles Aléoutiennes, occupées par les Japonais depuis avril 1942, sont libérées durant l'été 1943.
Les Américains hésitent à présent entre deux stratégies pour se rapprocher du Japon et le contraindre à se rendre. L'amiral Chester Nimitz plaide pour une avancée à travers la Micronésie en capturant successivement les îles Gilbert, Marshall, Carolines, Mariannes et Bonin, dernière étape avant le Japon. De l'autre côté, le général Douglas MacArthur veut passer par le Nord de la Nouvelle-Guinée, les Moluques, puis les Philippines. Les planificateurs américains se prononcent en faveur de Nimitz, mais la puissance américaine est telle que les deux routes seront empruntées simultanément. En novembre, la reconquête des îles Gilbert commence mais la résistance japonaise y est féroce. Pour la prise du minuscule atoll de Tarawa, 1 000 soldats américains sont tués et seuls 17 soldats japonais sont faits prisonniers sur une garnison de 4 000 hommes. Ces pertes scandalisent l'opinion publique américaine ; par contre cette bataille permit de perfectionner les tactiques de débarquement. Une stratégie du saute-mouton est mise en œuvre, isolant des îles abritant des bases japonaises qui sont contournées par des débarquements effectués sur d'autres cibles.

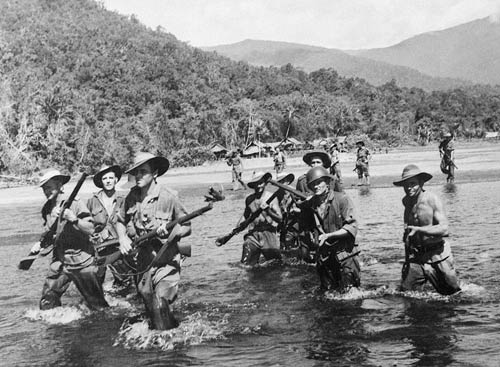
Soldats australiens et américains débarquant en Nouvelle-Guinée, juillet 1943.

Sur le front de Birmanie, les Japonais sont arrivés aux portes de l'Inde mais sont bloqués sur les contreforts des monts Naga. Le ravitaillement n'arrive que très lentement, malgré la sanglante construction de la voie ferrée Siam-Birmanie. De plus, la destruction de la flotte japonaise à Midway rend impossible tout soutien aéronaval à l'avancée japonaise. La situation des Britanniques n'est pas pour autant favorable. Gandhi lance son mouvement Quit India et des émeutes paralysent les réseaux de transports, nécessitant une forte présence britannique. De plus, ce front est jugé secondaire par rapport à l'Europe, et les unités indiennes sont envoyés en Afrique du Nord. Malgré tout, les Britanniques lancent des offensives de petite envergure dans le nord de la Birmanie, avec peu de succès. Dans le même temps, ils mettent en place des unités de commandos parfaitement entrainés au combat dans la jungle, les Chindits, pour harceler les arrières japonais. Si les résultats militaires sont discutables, l'action a un effet considérable sur le moral des soldats. Finalement le retour de la mousson ,au milieu de l'été, met fin aux opérations militaires. Une combinaison de facteurs militaires, administratifs et naturels provoquent une immense famine au Bengale, qui fera plus de deux millions de morts.

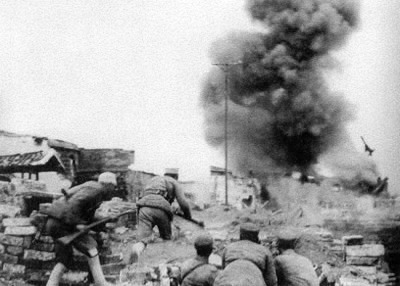
Soldats chinois lors de la bataille de Changde en novembre 1943.

En Chine, le conflit est bloqué depuis 1938. Quelques affrontements majeurs ont lieu comme à Changsha, dans le Hubei et à Changde mais aucun n'est décisif. De manière générale, les hostilités sont rares, du fait de nombreux accords, tacites ou officieux, entre Japonais et Chinois. Néanmoins, l'occupation japonaise se traduit par de très nombreuses exactions, comme lors de l'application de la Politique des Trois Tout en 1942. Pour ravitailler la Chine, le général américain Joseph Stilwell met en place un pont aérien entre l'Assam en Inde et Kunming en Chine. La route, surnommée the Hump (la bosse) par les aviateurs, franchit l'Himalaya et permit de transférer plus de 600 000 tonnes de matériel avant la fin de la guerre.
En novembre 1943, le Japon organise la conférence de la Grande Asie orientale dont l'objectif est la réorganisation de l'Asie avec la création de gouvernements locaux alliés du Japon. Bien que cette conférence ait avant tout eu un rôle de propagande, elle montre également une évolution dans la pensée des dirigeants japonais. Voyant les défaites s'accumuler, ils considèrent que des relations basées sur la coopération plutôt que sur l'asservissement seraient plus efficaces pour fédérer les peuples asiatiques contre les colonisateurs européens. Cependant, cette conception entre en contradiction avec la volonté du Quartier général impérial. De plus, cette évolution arrive trop tard pour influer sur le cours de la guerre.

### 1944
L'un des paradoxes les plus flagrants dans la stratégie japonaise est la faiblesse de sa logistique. Le Japon est un état insulaire avec peu de ressources naturelles, dépendant énormément des importations en ce qui concerne le pétrole ou les produits alimentaires. La doctrine japonaise purement offensive ne cadrait pas avec l'activité purement défensive de l'escorte de convois. Ainsi, le Japon se lança dans la construction de monstres cuirassés comme le Yamato, tout en négligeant la construction d'escorteurs, indispensables pour rapatrier en sécurité les matières premières en métropole. Le résultat fut désastreux, car les antiques contre-torpilleurs japonais ne purent lutter contre les sous-marins américains, qui coulèrent 90 % de la flotte de commerce japonaise. Les sous-marins américains ont réussi là où les U-Boote allemands ont échoué : asphyxier un pays. Au printemps 1944, la flotte japonaise est ainsi redéployée à Bornéo à proximité des puits de pétrole, mais l'île est dépourvue des infrastructures nécessaires à l'entretien d'une telle marine de guerre.
Contournant Rabaul, les Américains prennent les îles de l'Amirauté. Parallèlement, les troupes de MacArthur remontent lentement la côte nord de la Nouvelle-Guinée et entrent dans les anciennes colonies hollandaises, en débarquant à Aitape et à Hollandia en avril 1944. La reconquête des îles Marshall montre que les leçons de Tarawa ont été tirées, car les pertes sont bien plus faibles malgré la plus forte garnison japonaise. De leur côté, les Japonais réalisent que les défenses placées immédiatement sur le littoral sont trop vulnérables aux bombardements côtiers et lors des batailles suivantes, leur défense en profondeur sera bien plus difficile à percer. Dans les Marshall, les Américains appliquent la stratégie du saute-mouton. Les îles principales sont capturées pour y installer une base aérienne qui interdit la zone aux Japonais et condamne les garnisons situées sur les îles alentour à pourrir sur place.

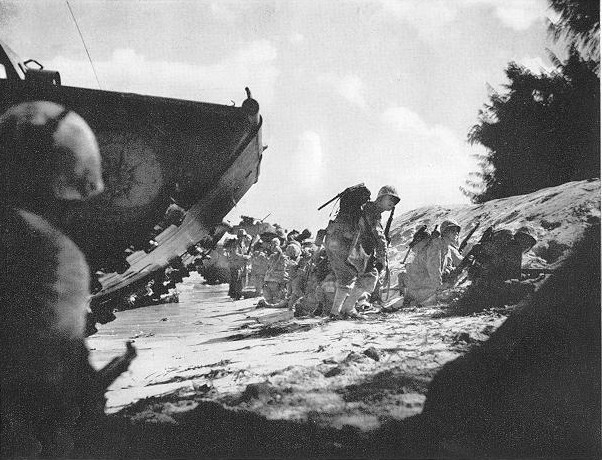
Débarquement à Saipan.

Une fois les îles Marshall et les Carolines prises, l'attention américaine se tourne vers les îles Mariannes. Celles-ci se trouvent à moins de 2 500 km des côtes japonaises, ce qui en fait une base parfaite pour les bombardiers lourds B-29 venant tout juste d'entrer en service. Saipan est la première île à tomber, le 9 juillet 1944, après un mois de combat. La chute de Saipan entraîne la démission du gouvernement de Hideki Tōjō et affaiblit la position des militaires. À la suite de la perte de Saipan, la marine japonaise organise une opération navale avec une importante flotte composée de neuf porte-avions et des plus puissants cuirassés au monde, le Yamato et le Musashi. Cependant, la flotte américaine possède 15 porte-avions, dont l'aviation embarquée est largement supérieure à celle des Japonais. Avant même le début de la bataille de la mer des Philippines, deux porte-avions japonais sont envoyés par le fond par des sous-marins américains. Le sort des armes fut tellement à sens unique que les pilotes américains surnommèrent cette bataille The Great Marianas Turkey Shoot (le grand tir aux pigeons des Mariannes). Les pertes ne pourront jamais être remplacées et par la suite les porte-avions japonais ne seront plus utilisés que comme appât ou pour faire diversion. Libérés de la menace japonaise, les Américains envahissent Tinian et y implantent la plus grande base aérienne au monde ; à la fin de la guerre, elle accueille près de mille bombardiers et 50 000 personnels au sol. Guam est également libéré en août. En septembre, les Marines débarquent à Peleliu. Les Japonais y appliquent la nouvelle tactique de défense en profondeur, ce qui entraine plus de deux mois de combats acharnés. Le tiers des soldats américains est mis hors de combat (morts ou blessé), tandis que la garnison japonaise est annihilée.

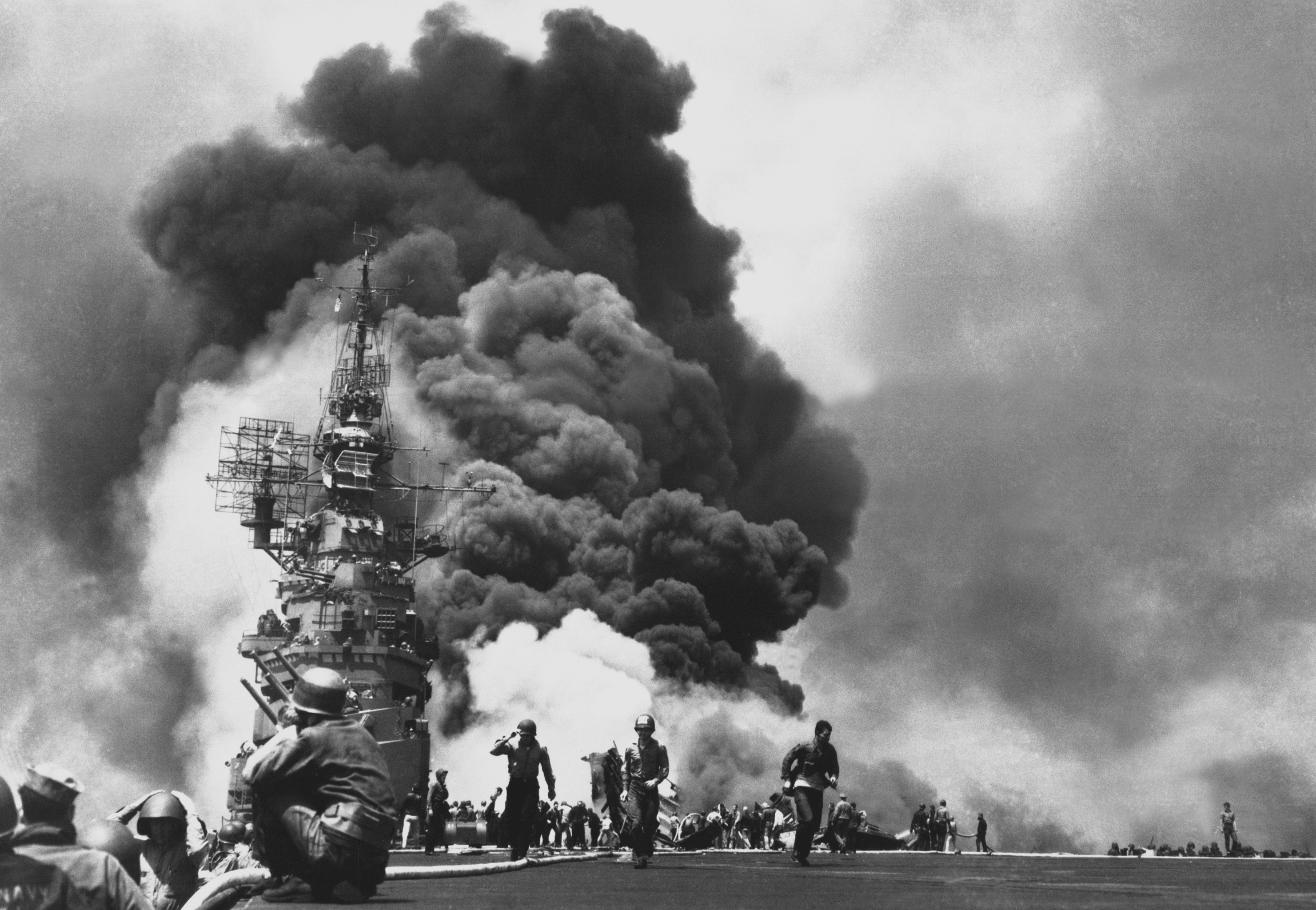
Le vient d'être touché par deux kamikazes le 11 mai 1945.

Au sud, après une étape dans les Moluques, MacArthur approche des Philippines. Leur prise couperait le Japon de ses conquêtes les plus importantes en Indonésie et en Malaisie. Néanmoins, Nimitz milite pour une attaque de Formose qui permettrait également de couper les voies maritimes entre le Japon et ses possessions, mais en ferait aussi une base avancée à moins de trois heures du Japon et de la Chine. Mais, le bouillant MacArthur fait appel à des considérations politiques. Les Philippines étaient un protectorat américain et MacArthur veut respecter la promesse qu'il s'était faite de revenir en quittant précipitamment l'archipel deux ans plus tôt. L'état-major américain décide de frapper au cœur des Philippines et organise un immense débarquement sur l'île de Leyte, dont l'envergure dépasse celle du débarquement de Normandie. Pour contrer cette attaque, les Japonais tentent d'éloigner le gros de la flotte américaine en l'appâtant avec ses derniers porte-avions dépourvus du moindre appareil pour qu'une seconde flotte de cuirassés détruise la flottille de débarquement laissée sans protection. Le commandant américain William F. Halsey tombe dans le piège, mais les Japonais ne parviennent pas à exploiter leur supériorité, et doivent se replier. La bataille du golfe de Leyte, la plus grande bataille navale de l'histoire, se solde par la destruction de la moitié du tonnage engagé du côté japonais et la perte des derniers porte-avions. La première attaque suicide des kamikazes a lieu lors de cette bataille. Les pertes causées par les 2 500 kamikazes qui s'abattront sur les navires alliés jusqu'à la fin de la guerre seront très rapidement compensées par la puissante industrie américaine, d'autant plus que, l'effet de surprise passé, les attaques réussies sur les grands navires se font plus rares. D'un point de vue strictement militaire, les résultats sont meilleurs que si le pilote avait la moindre chance de s'en sortir mais ces attaques horrifient les marins américains, qui commencent à se demander quel sera le prix de la conquête du Japon.

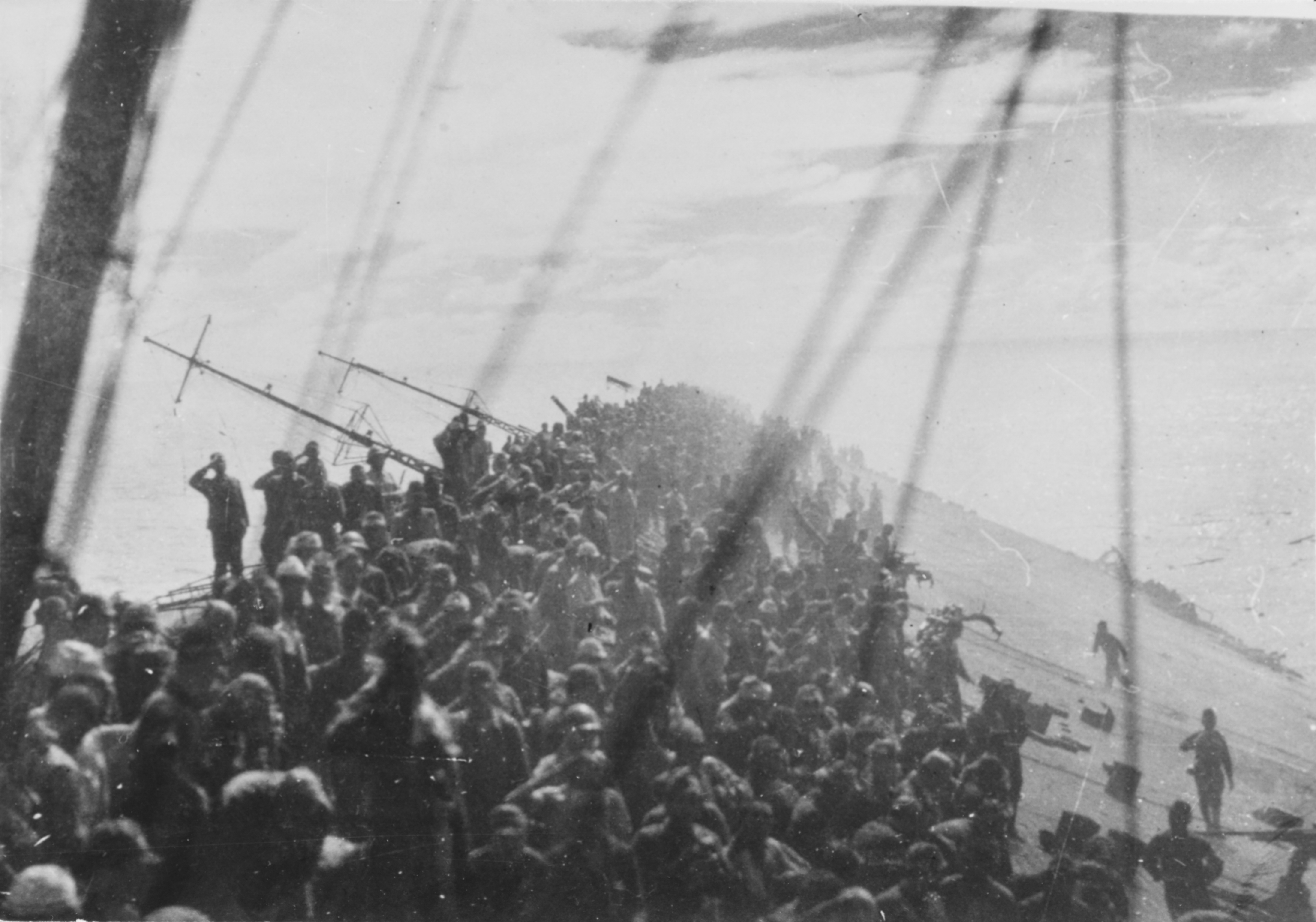
L'équipage du Zuikaku salue le drapeau avant de quitter le navire, 25 octobre 1944.

En novembre, le président Roosevelt est réélu pour un quatrième mandat sans grande surprise, compte tenu de la guerre. Après la prise de Leyte, les Américains débarquent à Mindoro et sur l'île principale de Luçon et approchent de la capitale Manille.
Sur le front birman, les Japonais déclenchent une vaste offensive en janvier 1944. Leur attaque s'épuise rapidement, du fait de l'étirement excessif des lignes de ravitaillement. Lors des batailles d'Imphal et de Kohima, les unités japonaises épuisées sont vigoureusement repoussées, et doivent se retirer au début de l'été. À la fin de l'année, le Nord de la Birmanie est libéré, dont la ville stratégique de Myitkyina. La route de Birmanie est rouverte au début de l'année 1945.
En Chine, l'année est marquée par l'opération Ichi-Go qui permet aux Japonais de s'emparer de vastes portions de territoires en Chine centrale et méridionale. Les forces chinoises s'effondrent face à la plus grande offensive en Chine depuis plusieurs années. L'un des objectifs japonais était la destruction des bases aériennes qui, au début de l'année, étaient les seules suffisamment proches du Japon. Cependant, les Américains vont abandonner leurs bases en Chine, trop difficiles à approvisionner, et se redéploient dans les îles Mariannes tout juste conquises et encore plus proches du Japon.

### 1945
Au début de l'année, les possessions japonaises restent impressionnantes, et les riches régions de Malaisie et d'Indonésie lui appartiennent toujours. Cependant, le pays est à genoux, sa marine de guerre est à l'agonie après la perte de ses porte-avions. L'aviation japonaise, invincible au début de la guerre, n'est plus que l'ombre d'elle-même, ses appareils dépassés, menés par des pilotes inexpérimentés, n'ont d'autre utilité que comme kamikazes. Les bombardiers américains B-29 basés aux Mariannes commencent à anéantir les villes et les industries japonaises, sans rencontrer de véritable opposition.

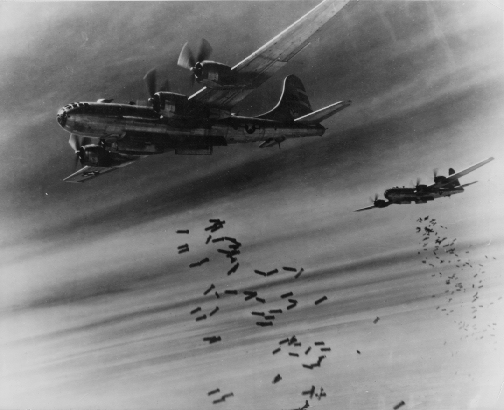
B-29 larguant leurs bombes au-dessus de Tokyo au début de l'année 1945.

Aux Philippines, le général Tomoyuki Yamashita veut abandonner Manille, qu'il juge indéfendable, mais le contre-amiral Iwabuchi Sanji refuse et se retranche dans la ville avec 15 000 hommes. La bataille de Manille dure tout le mois de février, et cause la mort de près de 100 000 civils, la plupart massacrés par les Japonais. Les débris des unités japonaises se dispersent dans les jungles où ils mènent une guerre de guérilla contre les Américains et les Philippins. La reconquête des Philippines ne s'achèvera qu'avec la capitulation japonaise. 96 % des 350 000 soldats japonais dans l'archipel seront tués.
La libération de Bornéo est la dernière campagne d'envergure sur le théâtre du Pacifique. Les forces, principalement australiennes, débarquent au nord et à l'est de l'île en mai. Critiquée après la guerre car considérée comme inutile, la prise de Bornéo prive le Japon d'importantes ressources en pétrole, et isole un peu plus ses possessions en Indonésie et en Malaisie.
En Birmanie, les Britanniques poursuivent leur progression le long de l'Irrawaddy et Mandalay tombe le 27 mars. Le chef de l'État fantoche de Birmanie, Ba Maw, se retourne contre les Japonais, dont les lignes craquent de partout. Rangoun est finalement prise en mai 1945. Une opération est envisagée pour reprendre la Malaisie, mais la capitulation japonaise arrive avant sa mise en œuvre.

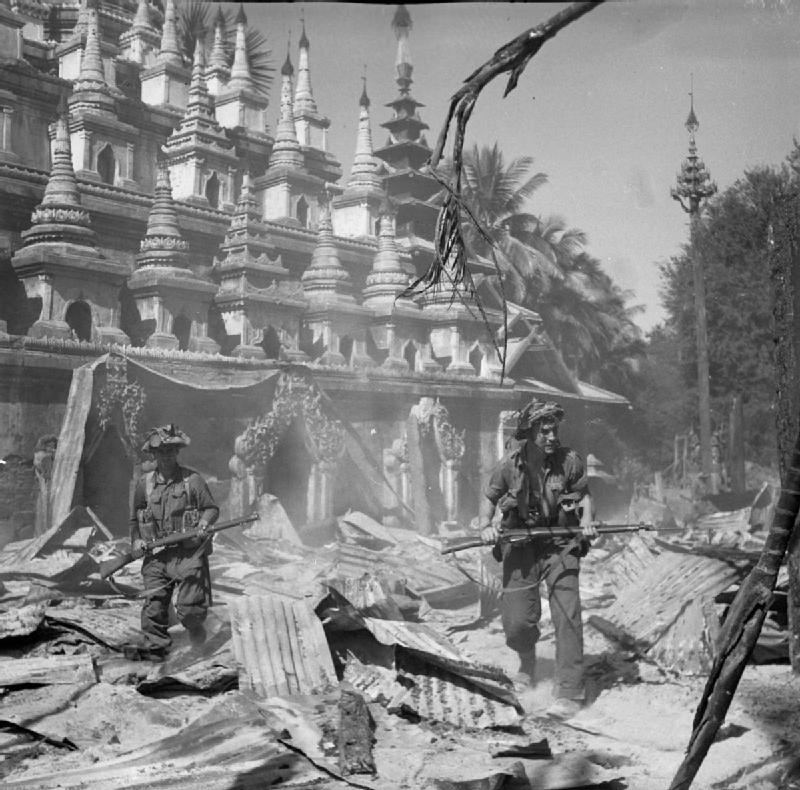
Soldats britanniques près de Mandalay en Birmanie, janvier 1945.

Pendant que MacArthur reconquiert les Philippines, la marine américaine poursuit sa route des atolls. La prise d'Iwo Jima, à mi-chemin entre les Mariannes et le Japon, permettrait de recueillir les appareils endommagés, et de doter les escadrilles de bombardement d'une escorte qui leur fait défaut. La bataille d'Iwo Jima commence le 19 février, mais il faut plus d'un mois aux Américains pour nettoyer l'île de 21 km2 de sa garnison de 21 000 hommes. Après la prise d'Iwo Jima, le chemin du Japon passe obligatoirement par Okinawa qui pourra servir de base de départ pour un débarquement amphibie sur les îles principales.
L'invasion d'Okinawa, le 1er avril (dimanche de Pâques), surpasse toutes les opérations antérieures dans le Pacifique. La flotte américaine de 17 porte-avions reçoit le renfort des quatre porte-avions britanniques que la destruction de la flotte allemande a permis de libérer. Les Japonais envoient près d'un millier de kamikazes tout au long de la bataille. Plusieurs porte-avions sont endommagés et quelques navires plus petits sont coulés, mais la flotte américaine reste intacte. L'opération Ten-Gō lancée le 7 avril est une opération suicide qui entraîne la perte du Yamato, le plus grand cuirassé de l'histoire, qui succombe sous les coups de l'aéronavale américaine. Après cette bataille la flotte japonaise a purement cessé d'exister, tout comme l'aviation, qui perd 7 800 appareils lors de la prise des îles Ryūkyū. Dans le même temps, la conquête d'Okinawa se poursuit, dans un bain de sang. Le 21 juin 1945, 200 000 Japonais dont une moitié de civils sont morts.

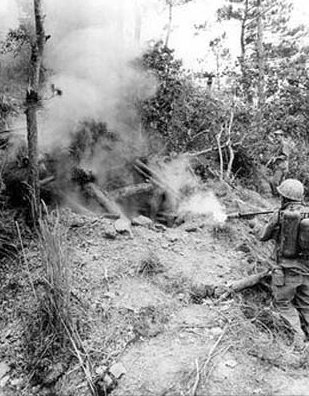
L'usage du lance-flammes a souvent été utilisé pour réduire les derniers défenseurs japonais, Okinawa, juin 1945.

La prise d'Okinawa et d'Iwo Jima a coûté la vie à plus de 25 000 Américains et le Japon ne semble toujours pas prêt à se rendre. Les stratèges sont donc forcés de planifier l'invasion des îles principales de l'archipel japonais. L'opération Downfall comportera deux débarquements d'une ampleur jamais vue, l'un en octobre sur Kyūshū et l'autre au printemps 1946 sur Honshū avec des pertes estimées, selon l'évaluation la plus pessimiste, à près de 800 000 morts chez les Américains et plus de 10 millions chez les Japonais. Le nouveau président Harry Truman (Roosevelt est mort le 12 avril ) refuse de sacrifier autant de soldats pour une guerre virtuellement gagnée.

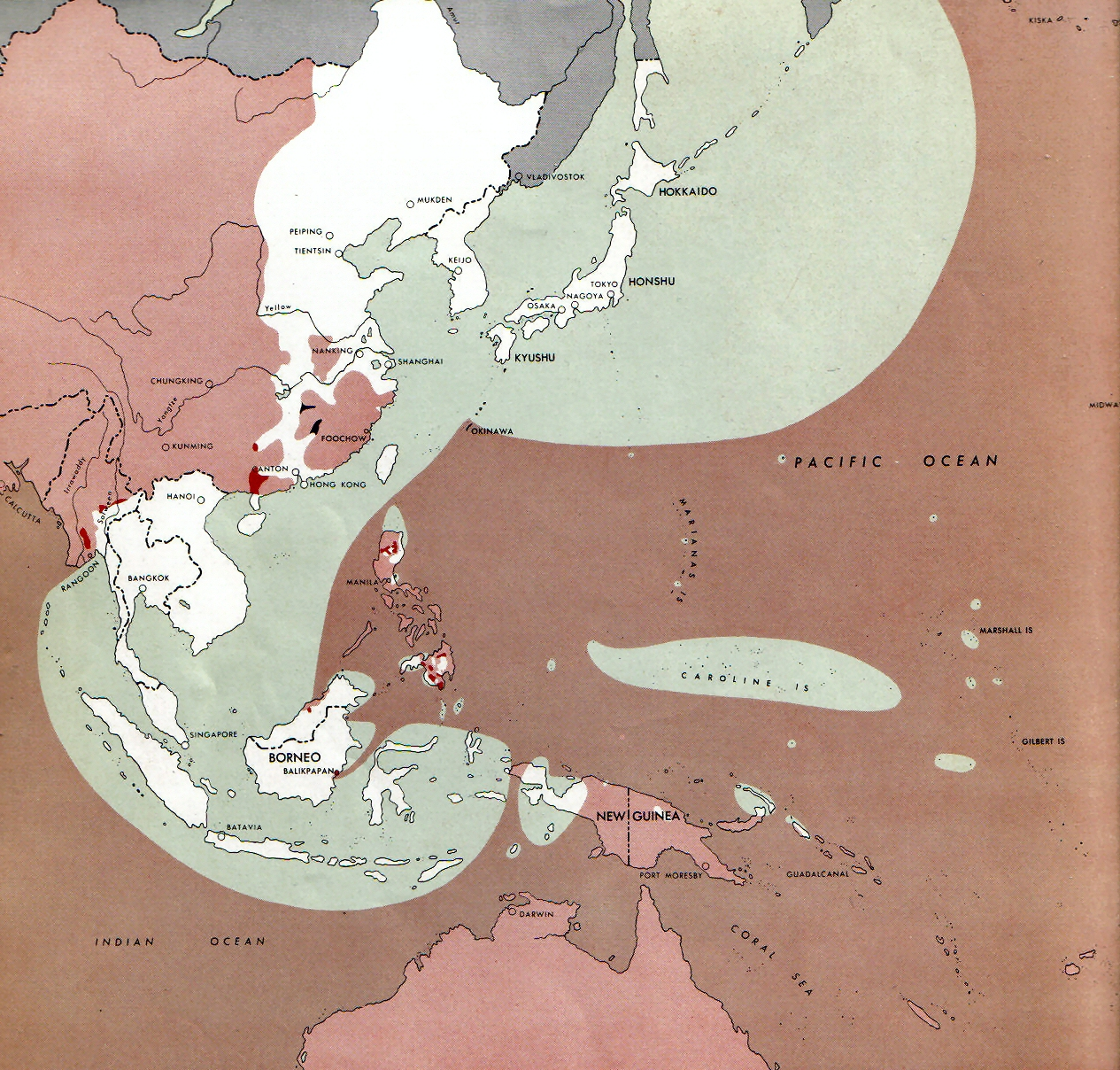
Situation du front japonais en août 1945

En effet, la prise des Mariannes et l'installation d'une immense base aérienne à Tinian puis la prise d'Iwo Jima permettent aux Américains de mener des opérations de bombardement stratégique particulièrement destructrices. À partir du printemps 1945, l'usage à grande échelle des B-29 et des bombes incendiaires font des ravages dans les villes japonaises à forte densité de population et aux habitations de bois. De plus, à la différence de l'Allemagne, le Japon n'était pas préparé à être bombardé. Les abris sont rares, la défense anti-aérienne et les chasseurs japonais sont incapables de protéger les villes. Le résultat est désastreux, dans la nuit du 9 au 10 mars, le bombardement de Tokyo tue 100 000 personnes. La ville brûle pendant trois semaines. À la fin de la guerre, 500 000 Japonais ont été tués et 5 millions sont sans logement à cause des bombardements qui ont détruit 40 % des zones urbaines du pays. De plus, la flotte étant détruite, les cuirassés américains participent à la destruction des villes côtières. Lors de l'opération Famine, les voies navigables et les côtes sont minées empêchant le transport de fret provoquant un début de famine. Pour aggraver la situation, l'URSS a dénoncé le 2 avril le pacte de neutralité entre les deux pays présageant d'une prochaine entrée en guerre.

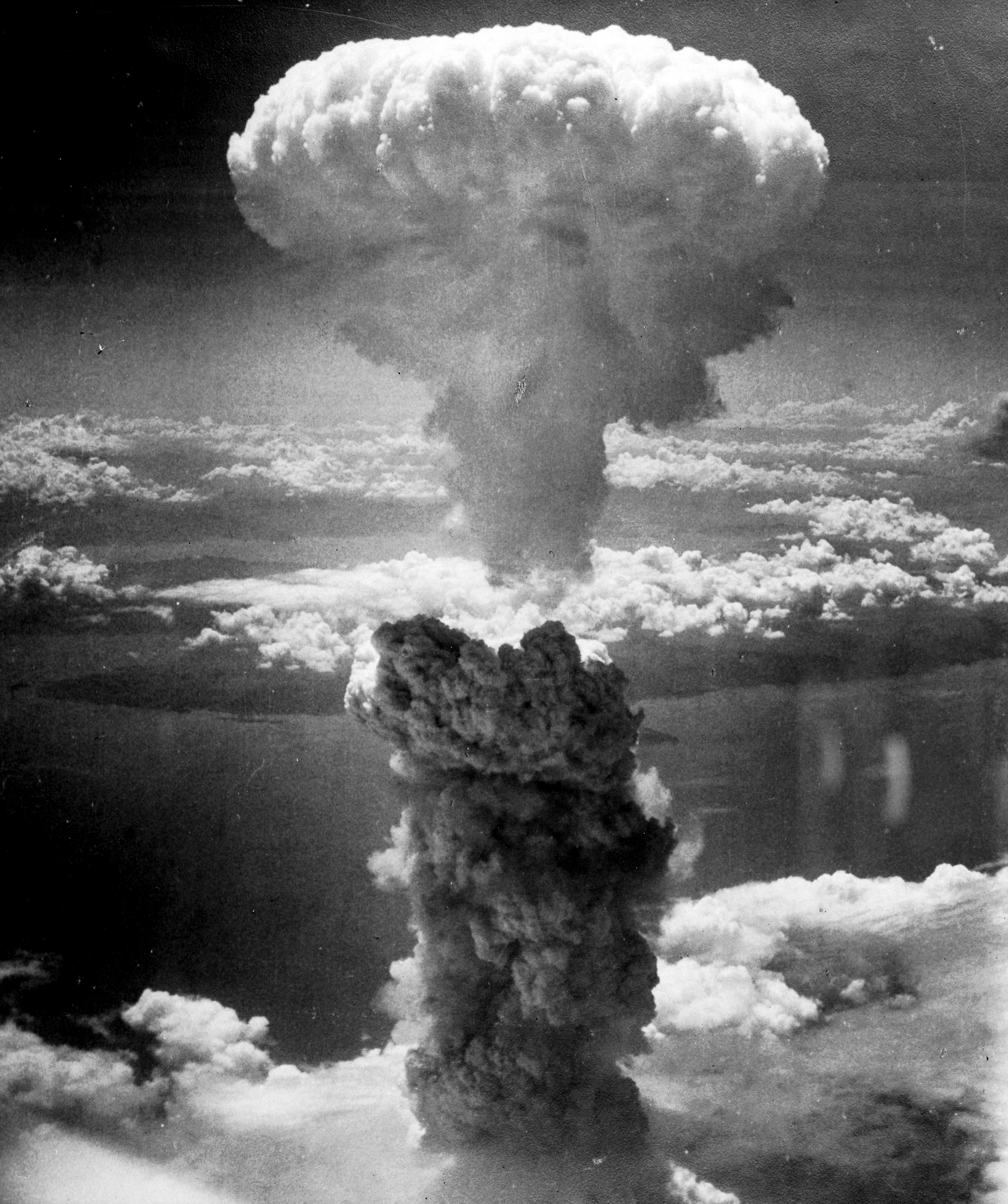
Champignon nucléaire au-dessus de Nagasaki, 9 août 1945.

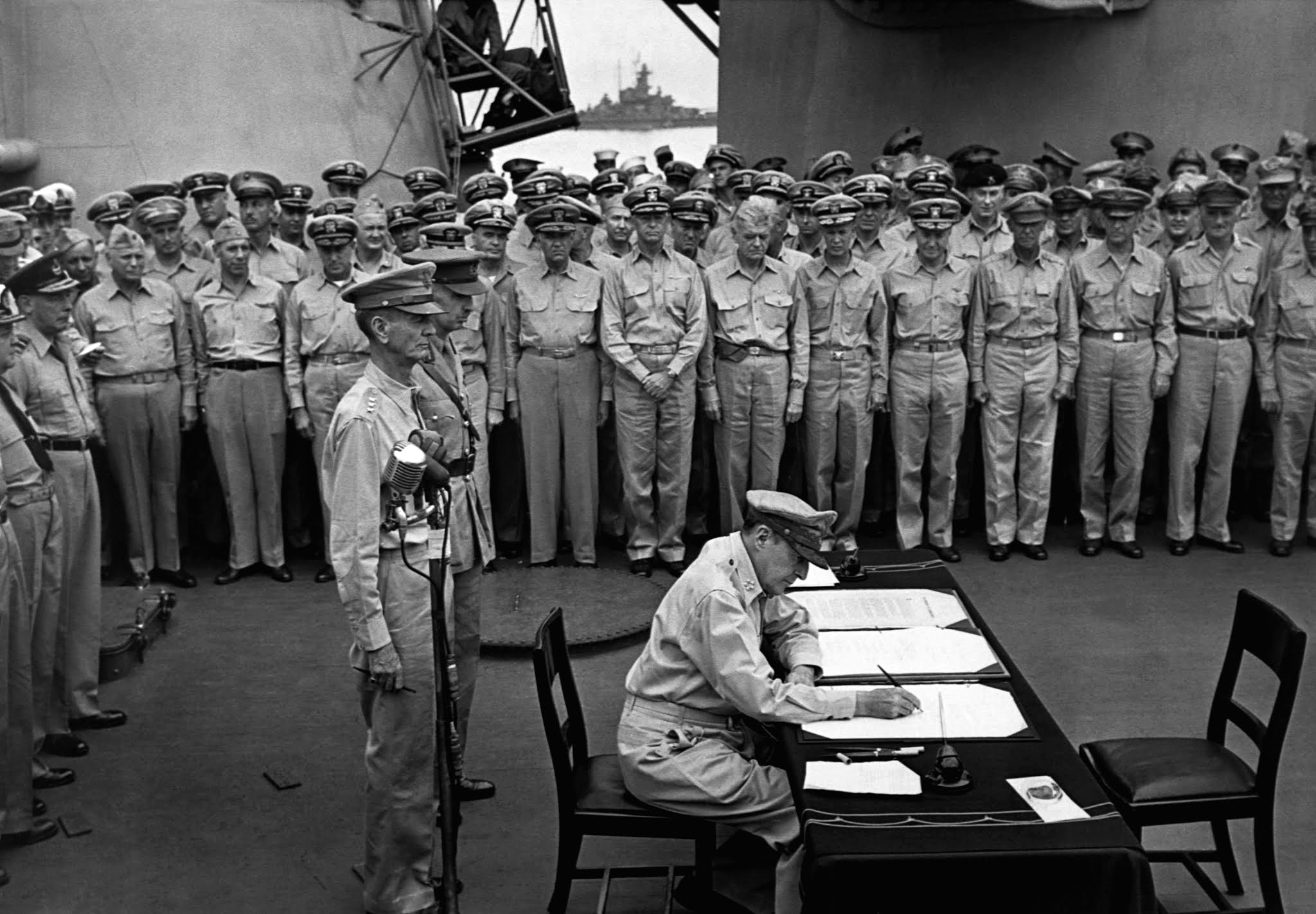
MacArthur signe les actes de capitulation du Japon le 2 septembre 1945.

Lors de la conférence de Potsdam en juillet 1945, les Alliés demandent la capitulation sans conditions du Japon qui devra abandonner toutes ses conquêtes depuis 1895, désarmer ses unités militaires et accepter une occupation militaire. La réception de cette déclaration divise le gouvernement japonais entre les civils prêts à l'accepter et les militaires qui pensent que l'Amérique offrira des conditions plus favorables pour éviter un sanglant débarquement au Japon. Le 28 juillet, le Premier ministre Kantarō Suzuki utilise le terme ambigu de mokusatsu pour qualifier l'ultimatum et cherche une voie diplomatique avec les Soviétiques. Les Américains considèrent cette réponse comme un refus. Le président Truman décide alors d'utiliser une arme révolutionnaire dont le test vient de réussir au Nouveau-Mexique. Les 6 et 9 août, les villes d'Hiroshima et de Nagasaki subissent les premiers bombardements nucléaires qui font 150 000 morts. Le 8 août, l'URSS déclare la guerre au Japon et pulvérise les unités japonaises de Mandchourie. Malgré le double choc des bombardements atomiques et de l'attaque soviétique, une partie des militaires continue de refuser la capitulation. L'empereur Hirohito demande la tenue d'une conférence dans la nuit du 9 au 10 août dans laquelle il accepte les conditions imposées par les Alliés à condition que la monarchie soit maintenue. Les Américains acceptent et le 14 août, l'empereur s'adresse à la nation pour signifier la capitulation du Japon et la fin de la guerre. Les actes de capitulation du Japon furent officiellement signés le 2 septembre sur le pont du cuirassé Missouri dans la baie de Tokyo.
À cette date, les forces armées japonaises comptabilisaient 6 983 000 militaires dont 5 525 000 dans l'armée de terre sans compter les milices et le personnel civil tandis que les pertes militaires furent estimées à 1 402 153 militaires signalés morts ou disparus en action ; en août 1948, 76 960 militaires étaient encore signalés comme disparus et, à quelques exceptions près, présumés morts.

## Conséquences

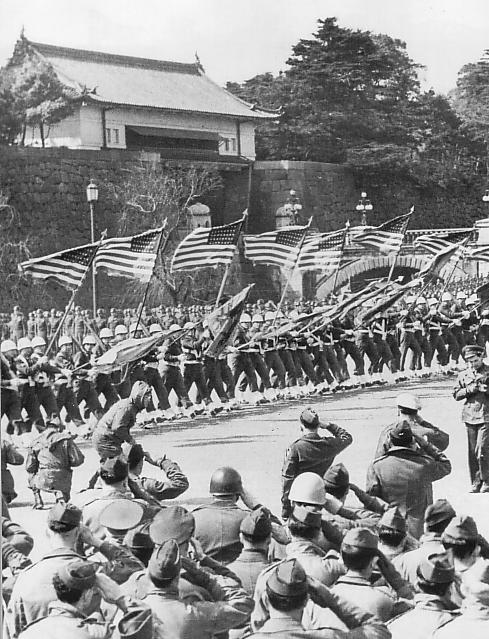
Parade militaire américaine à proximité du palais impérial, 9 mars 1946.

La guerre dans le Pacifique eut des conséquences importantes et durables. La première est la destruction de la puissance militaire et économique du Japon. Ce dernier perd toutes ses conquêtes depuis 1895 et ne conserve que les îles de l'archipel japonais. Le pays est militairement occupé et mis sous tutelle et Douglas MacArthur devient gouverneur militaire du Japon. Il doit assurer la direction d'un pays exsangue après huit ans de guerre, relancer l'économie, rapatrier les millions de Japonais d'Asie ainsi que démocratiser et démilitariser la société. L'Armée impériale japonaise est dissoute et la constitution de 1947 précise que le pays renonce définitivement à la guerre. Cependant, la guerre froide et la guerre de Corée pousseront le Japon à se doter d'une force d'autodéfense. Le Tribunal militaire international pour l'Extrême-Orient, équivalent du Tribunal de Nuremberg pour l'Europe est chargé de juger les crimes de guerre du Japon Shōwa mais plusieurs personnalités, dont l'empereur Hirohito ou les scientifiques de la sinistre Unité 731, ne seront pas inquiétés, bénéficiant pour ces derniers d'une immunité négociée. Le complexe militaro-industriel japonais est démantelé et les Américains libéralisent l'économie en réformant les Zaibatsu autrefois contrôlés indirectement par les commandes de l'État. Une réforme agraire est lancée mais elle ne peut empêcher la malnutrition qui sévit en 1945-1946.
La société japonaise est bouleversée par l'occupation. Elle doit absorber les centaines de milliers de rapatriés des anciennes colonies. Le droit de vote est accordé aux femmes, la liberté de la presse est instaurée, les polices politique (Tokkō) et militaire (Kenpetai) ainsi que la noblesse japonaise (à l'exception de la famille impériale) sont abolies. L'arrivée de la culture occidentale dans un pays autrefois fermé et aux traditions bien ancrées provoque un profond choc culturel qui se traduit par des changements dans l'habillement, l'alimentation ou la musique. L'occupation prend fin en 1952 et le pays entame une période de croissance spectaculaire connue sous le nom de miracle économique japonais.
L'autre conséquence majeure de la guerre dans le Pacifique est l'affaiblissement des puissances coloniales. En 1939, toute l'Asie, à l'exception de la Chine, de la Thaïlande et bien sûr du Japon est colonisée. Les victoires japonaises mettent à mal l'image d'invincibilité des puissances européennes. De plus, les Japonais s'étaient appuyés sur les mouvements nationalistes avec le Gouvernement provisoire de l'Inde libre (recrutant chez les prisonniers de guerre indiens), en Birmanie et surtout dans les Indes orientales néerlandaises (aujourd'hui l'Indonésie) pour mieux contrôler l'exploitation des richesses des territoires conquis. D'un autre côté, les mouvements indépendantistes comme le Việt Minh en Indochine firent leurs premières armes, politiquement parlant, contre l'occupant japonais (il n'y eut cependant pas de combats et les Japonais tentèrent une dernière manœuvre en octroyant l'indépendance au Viet Minh). Les idées révolutionnaires et indépendantistes rendirent impossible la reprise en main des anciennes colonies par les Européens à la fin de la guerre. Si la transition vers l'indépendance se fit sans grande violence du côté britannique en Malaisie, elle se transforma en guerre en Indochine et en Indonésie.
En Chine, la fin de la guerre et de la menace japonaise met fin à la fragile trêve entre les nationalistes et les communistes. Ces derniers ont considérablement accru leurs forces durant la guerre et contrôlent maintenant une grande partie du Nord-Est de la Chine. Soutenus par l'Union Soviétique et profitant de l'importante quantité de matériels abandonnés par les Japonais, les communistes reprennent l'offensive en mars 1946. Les tactiques de guérilla épuisent les nationalistes approvisionnés par les États-Unis. Tchang Kaï-chek remporte plusieurs succès mais les défections se multiplient et la corruption galopante décourage les alliés américains. À la suite de plusieurs défaites en 1948, les communistes s'emparent de Pékin et progressent rapidement dans le Centre du pays. Le 1er octobre 1949, Mao Zedong proclame la république populaire de Chine tandis que les nationalistes se réfugient sur l'île de Taïwan.
L'invasion soviétique de la Mandchourie entraine la division de la Corée, colonie japonaise depuis 1910, en deux zones d'influence, soviétique au nord et américaine au sud. La montée des tensions entre les deux superpuissances entraine la création de deux États idéologiquement opposés. La guerre de Corée qui s'ensuit provoque la mort de 3 millions de personnes et la partition définitive de la péninsule entre la Corée du Sud et la Corée du Nord.
Le statut des îles Kouriles occupées par l'Union soviétique en 1945 reste un sujet de friction entre le Japon et la Russie.

## Crimes de guerre
En raison du grand degré de souffrance causé par l’armée japonaise au cours des années 1930 et 40, elle est souvent comparée à l’armée du Troisième Reich au cours de la période 1933-1945. L’historien Chalmers Johnson a écrit que :

« Établir lequel des deux agresseurs de l’Axe, l’Allemagne ou le Japon, fut au cours de la Seconde Guerre mondiale le plus brutal à l’égard des peuples qu’ils martyrisèrent est dénué de sens. Les Allemands ont tué six millions de Juifs et 20 millions de Russes (c'est-à-dire de citoyens soviétiques) ; les Japonais ont massacré pas moins de 30 millions de Philippins, Malais, Vietnamiens, Cambodgiens, Indonésiens et Birmans, dont au moins 23 millions étaient ethniquement chinois. Ces deux pays ont pillé les pays qu’ils ont conquis à une échelle monumentale, encore que le Japon a volé plus, et sur une plus longue période, que les nazis. Les deux conquérants ont réduit en esclavage des millions de personnes et les ont exploitées comme main d’œuvre forcée — et, dans le cas des Japonais, comme prostituées (de force) pour les troupes du front. Si vous étiez un prisonnier de guerre nazi aux mains du Royaume-Uni, des États-Unis, de l’Australie, de la Nouvelle-Zélande ou du Canada (mais pas de la Russie), vos chances de ne pas survivre à la guerre s’élevaient à 4 % ; en comparaison, le taux de mortalité pour les prisonniers de guerre aux mains des Japonais approchait les 30 %. »

Les raisons d'une telle violence sont à chercher dans l'histoire et dans la culture japonaise. À partir du tournant du XXe siècle, le nationalisme japonais s'est durci. Selon la doctrine du hakkō ichi'u, la race japonaise est supérieure aux autres et par conséquent le Japon a le droit de dominer l'Asie. L'adoption du shintoïsme d'État selon lequel l'empereur du Japon est d'ascendance divine permet d'asseoir la supériorité de la nation sur les autres. La militarisation de la société commence avec le rescrit impérial aux soldats et aux marins rédigé en 1882 appelant les militaires à une fidélité absolue envers l'empereur.
Les premières victimes de cette idéologie sont les Coréens dont le pays devient une colonie japonaise en 1910. Les Japonais tentent de détruire la culture coréenne et déportent plus de 400 000 Coréens au Japon comme main d'œuvre forcée. Le Mandchoukuo connait le même sort et doit subir une occupation brutale. Près de 10 millions de Chinois sont exploités dans les différentes industries du pays dans des conditions souvent dramatiques. La haine des Chinois était particulièrement vive chez les Japonais, la propagande les présentait comme des « êtres inférieurs » ou des bêtes. La guerre sino-japonaise fut par conséquent particulièrement atroce et le massacre de Nankin en est certainement l'exemple le plus connu. Après la rude bataille de Shanghai, les Japonais entrent dans Nankin alors capitale de la Chine. Les massacres vont durer trois mois au cours desquels 300 000 Chinois sont tués dans des conditions particulièrement choquantes sans que le commandement intervienne. De même, lors de l'application de la politique des Trois Tout (« Tue tout, brûle tout, pille tout »), 2,7 millions de civils perdent la vie. Afin de limiter les nombreux viols commis par les soldats japonais et réduire la propagation des maladies vénériennes, plus de 200 000 femmes, désignées par l'euphémisme, employé chez les Japonais, de femmes de réconfort, elles furent contraintes à la prostitution par la mise en place d'un système d'esclavage sexuel à grande échelle, approvisionné par les rafles, les prisons, camps d'internement et plus rarement par le volontariat.

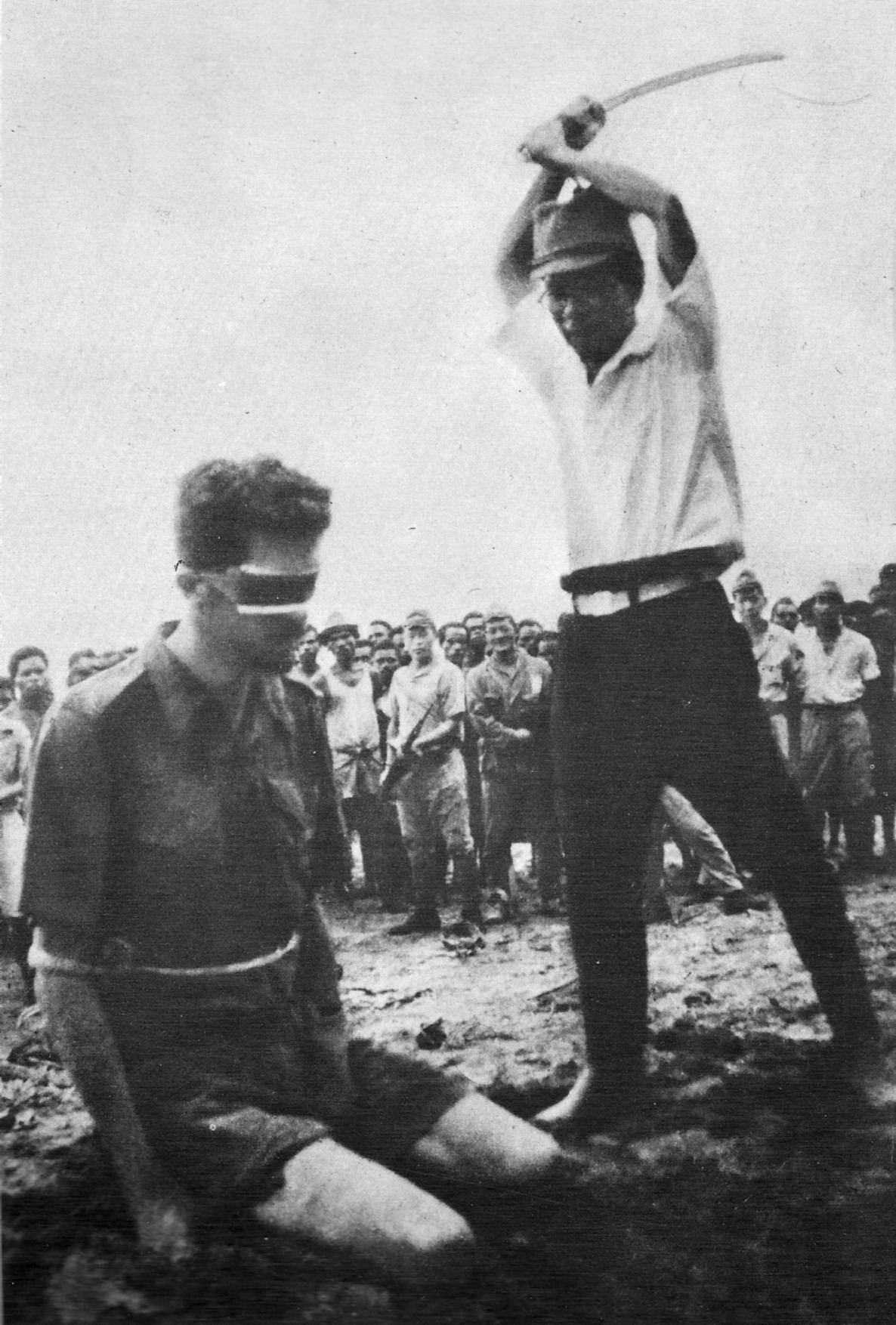
L'Australien Leonard Siffleet, capturé en Nouvelle-Guinée, est photographié quelques secondes avant son exécution par décapitation.

Pour tenter de vaincre la résistance chinoise, le Japon eut recours à des armes chimiques et bactériologiques comme lors de la bataille de Changde. On estime que 500 000 Chinois sont morts de maladies comme la peste bubonique ou le choléra délibérément utilisées par les Japonais. Les recherches sur ces armes biologiques étaient réalisées au sein de l'Unité 731 dirigée par Shirō Ishii. Semblables à celles effectuées par les nazis, les expérimentations exposaient les cobayes humains souvent chinois à des souffrances indicibles pour des résultats scientifiques contestables. L'unité 731 et les autres centres de recherche sont responsables de plusieurs milliers de morts dont des prisonniers de guerre américains pourtant Shirō Ishii parviendra à monnayer les résultats de ses recherches avec les États-Unis en échange d'une totale impunité.
Si les peuples asiatiques furent les principales victimes des exactions japonaises, les prisonniers de guerre occidentaux connurent des traitements similaires, plus de 10 000 Américains moururent lors de la marche de la mort de Bataan aux Philippines de même que 100 000 hommes dont 16 000 soldats du Commonwealth lors de la construction de la voie ferrée de la mort en Birmanie. Les Hell ships (navires de l'enfer) utilisés par les Japonais pour déplacer les prisonniers dans des conditions épouvantables n'avaient aucun signalement et étaient attaqués par les sous-marins ou l'aviation alliée, sans qu'on puisse deviner leur réelle fonction. On rapporte également de nombreux cas d'anthropophagie, étape ultime de la déshumanisation de l'adversaire, sur des prisonniers ou des civils sans que l'on puisse accuser la faim d'en être responsable.
Bien que non comparables avec ceux des Japonais, les Alliés ont commis des crimes de guerre lors de la guerre. Les prisonniers de guerre japonais étaient souvent maltraités en représailles des actions de l'armée japonaise, particulièrement en Chine. De même, la propagande américaine rappelait les traitements inhumains infligés aux soldats alliés qui se rendaient. Sachant que les Japonais seraient sans pitié avec eux, les soldats américains hésitaient à faire quartier aux troupes qui se rendaient. D'autant plus qu'ils craignaient toujours une reddition feinte qui se transformerait en attaque suicide. Le sentiment antijaponais exacerbé par la propagande fit que la mutilation des cadavres japonais devint une chose courante parmi certaines unités combattantes. Pour l'historien controversé et connu pour ses recherches contrefactuelles, Niall Ferguson : « Les troupes alliées voyaient souvent les Japonais de la même manière que les Allemands considéraient les Russes, comme des untermensch ». Les autres accusations contre les Américains concernent le bombardement à grande échelle de zones urbaines, essentiellement civiles, au Japon et en particulier les bombardements atomiques de Hiroshima et Nagasaki.

## Historiographie
De la même manière qu'en Europe les crimes de guerre de l'Armée rouge furent occultés jusqu'au début de la guerre froide et les crimes de guerre nazis en Union soviétique après le déclenchement de celle-ci, au Japon et aux États-Unis les crimes japonais furent occultés en réaction à la prise de pouvoir par les communistes en Chine. Le Tribunal militaire international pour l'Extrême-Orient censé juger les crimes de guerre japonais fut critiqué pour l'absence d'un certain nombre de responsables en particulier celle de l'empereur du Japon et de la famille impériale, l'impunité offerte permettant de faciliter l'occupation du pays par les Américains. L'empereur fut dès lors présenté comme un spectateur impuissant marginalisé par les militaires. De même, certains sujets sensibles comme l'Unité 731 ou les femmes de réconfort ne furent pas abordés. Par la suite, plusieurs accusés purent mener une carrière politique comme Nobusuke Kishi ou Mamoru Shigemitsu sans que leurs actes passés posent problème. Ces décisions firent que le peuple japonais ne put pas prendre la pleine mesure des crimes commis en son nom par l'empire du Japon. Ainsi, à la différence de l'Europe où la négation de la Shoah est un acte répréhensible, le révisionnisme devint la norme au Japon où les manuels d'histoire furent purgés de toutes références aux crimes de guerre. Le terme d'« invasion » de la Chine est remplacé par le mot « avance » et le massacre de Nankin est traité comme une anecdote. Le maire de Nagasaki fut par exemple victime d'une tentative d'assassinat après avoir évoqué la responsabilité personnelle de l'empereur dans la conduite de la guerre.

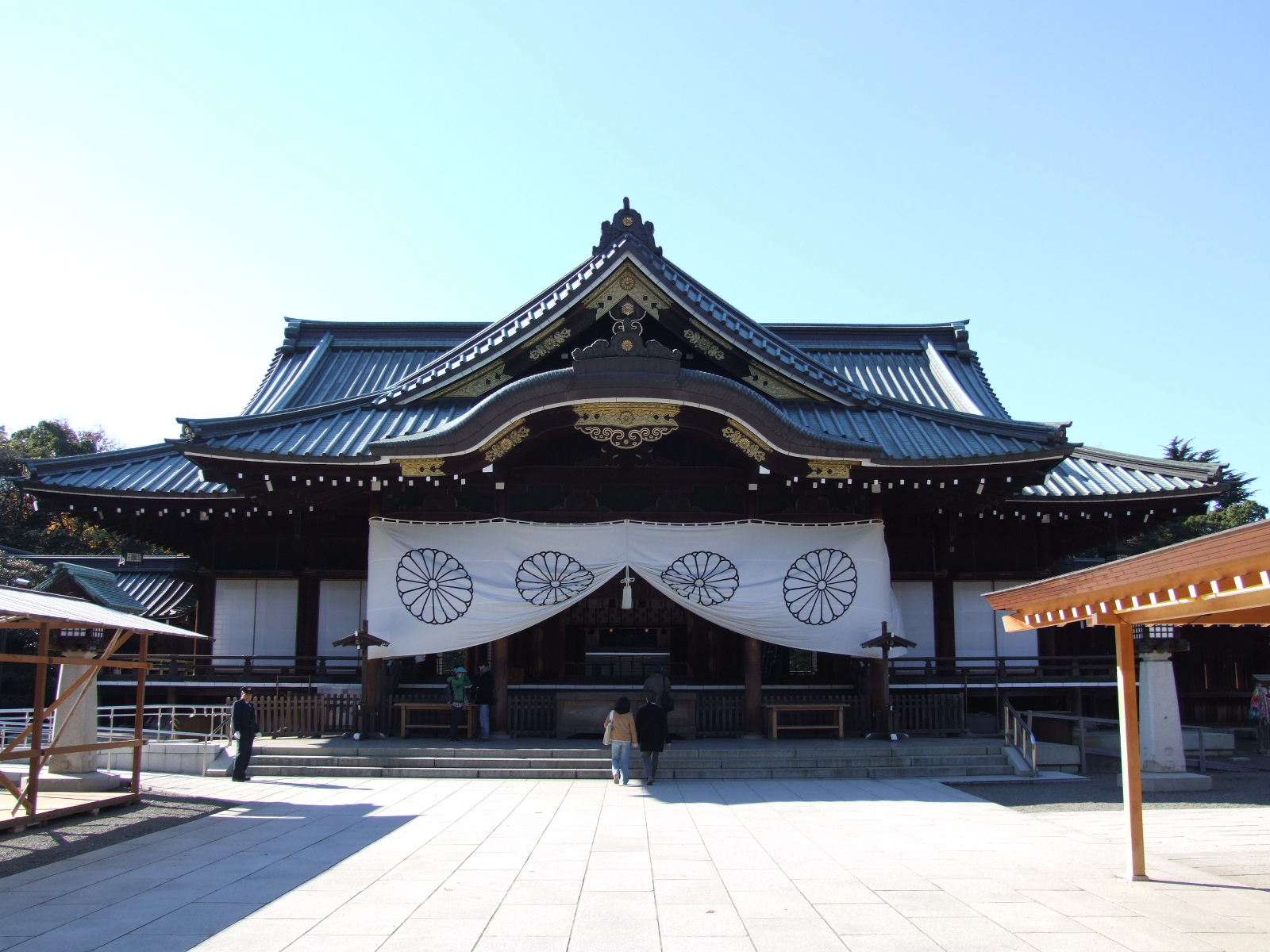
Le sanctuaire Yasukuni.

La question du révisionnisme japonais continue d'empoisonner les relations entre le Japon et ses voisins. En effet, le Japon n'a jamais présenté ses excuses pour des actes précis et s'est contenté d'émettre « son sentiment de profond remords » pour les crimes japonais. L'empereur Hirohito voulut exprimer des regrets à propos des années de guerre dès 1952 mais Shigeru Yoshida, premier ministre de 1946 à 1947 puis de 1948 à 1954 l'en empêcha,. Ainsi, aucun homme politique japonais n'a réalisé de geste équivalent à celui de Willy Brandt à Varsovie et les dérapages sont nombreux comme les visites officielles au sanctuaire Yasukuni où sont honorés les âmes des soldats morts dont celles des criminels de guerre ou lorsque le premier ministre Shinzō Abe avance que l'esclavage sexuel n'a jamais existé. Ce refus de reconnaitre ses crimes est certainement lié à la peur de devoir réaliser de nouvelles indemnisations et de devoir porter le fardeau d'une culpabilité éternelle à la manière de l'Allemagne et de son passé nazi. Parallèlement, le Japon a réussi à apparaître en Occident comme une victime de la guerre du fait des bombardements atomiques de Hiroshima et Nagasaki. Ainsi, le bombardement d'Hiroshima est commémoré chaque année tandis que les crimes japonais restent encore très largement méconnus dans les opinions publiques occidentales non anglophones.